# Henri Martin (peintre)
Pour les articles homonymes, voir Henri Martin.
Henri Jean Guillaume  Martin, dit Henri Martin, né à Toulouse le 5 août 1860 et mort à Labastide-du-Vert le 12 novembre 1943, est un peintre post-impressionniste français.

## Biographie

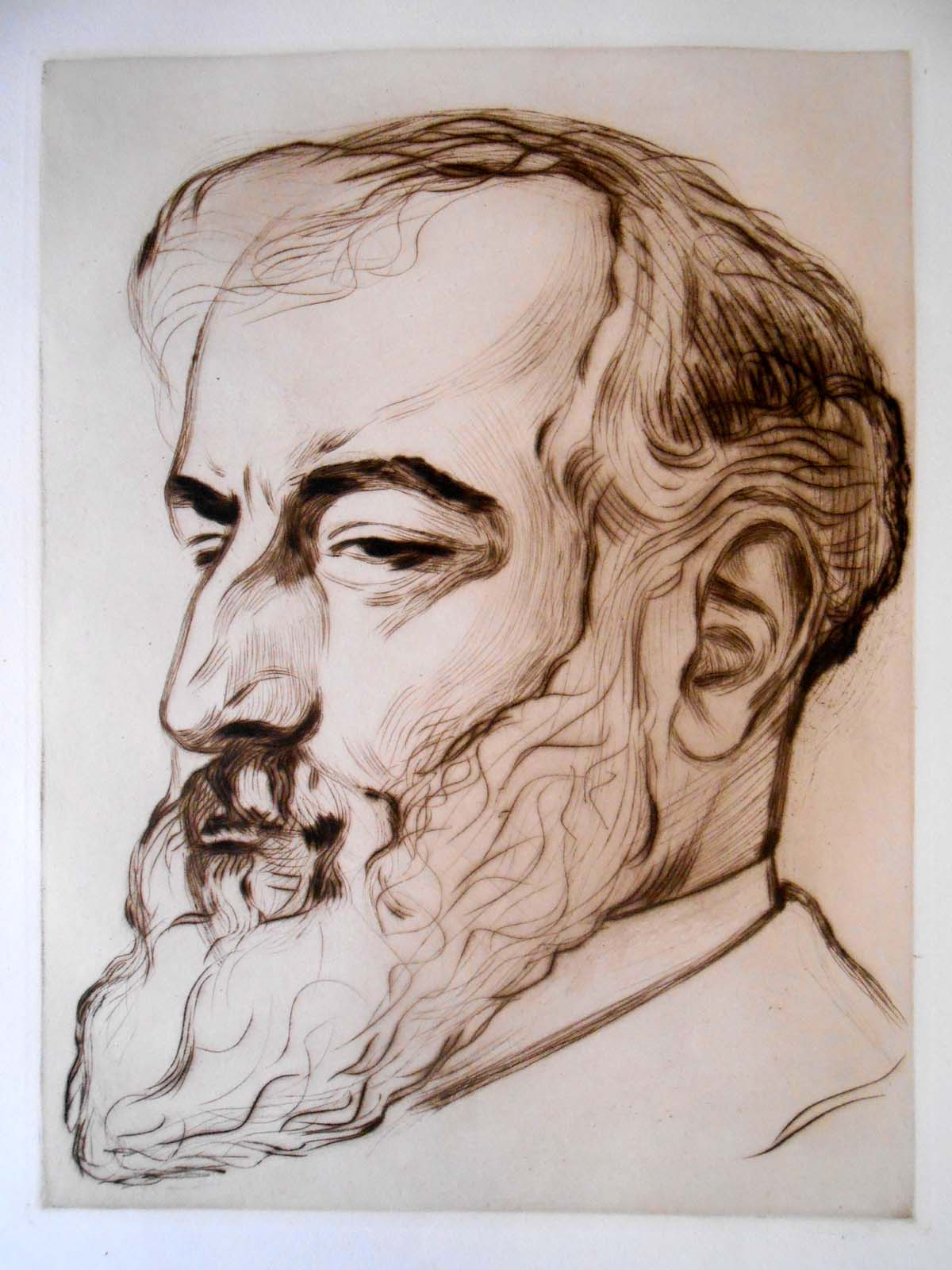
Raphaël-Schwartz, Portait du peintre Henri Martin, pointe-sèche, Toulouse, musée Paul-Dupuy.

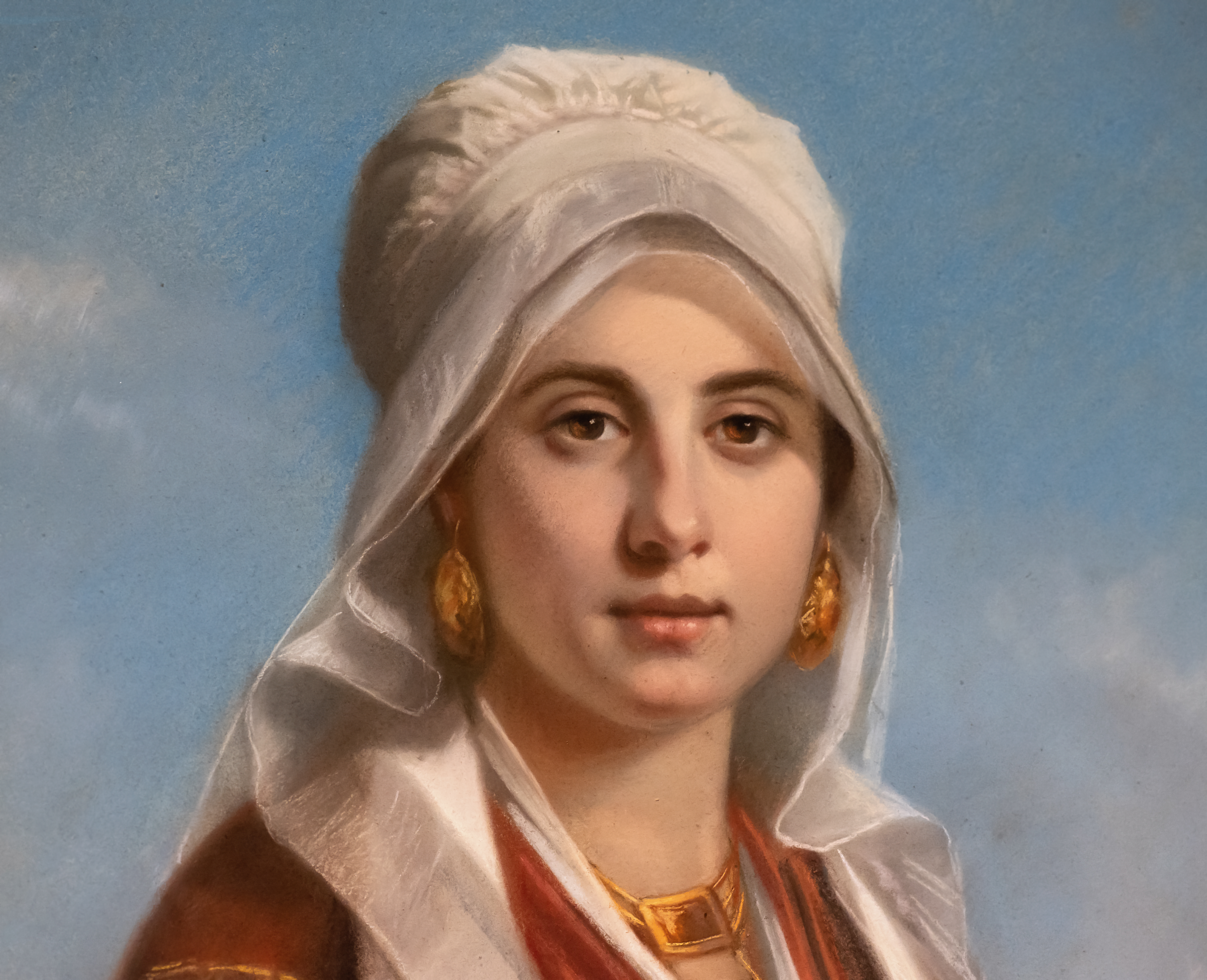
Portrait de la pastelliste Marie-Charlotte Barbaroux (1880) par Gabriel Durand

Henri Jean Guillaume Martin est né le 5 août 1860 à Toulouse, au 127 grande-rue Saint-Michel, d'Auguste Jean François Martin (ébéniste) et de Marie Victoire Massé (ménagère).
Henri Martin effectue son apprentissage à l'École des beaux-arts de sa ville natale de 1877 à 1879, dans l'atelier de Jules Garipuy. Muni d'une bourse municipale, il part en 1879 pour Paris où il devient l'élève de Jean-Paul Laurens. Le 16 août 1881, il épouse à Toulouse Marie Charlotte Barbaroux, pastelliste rencontrée aux Beaux-Arts de cette ville. De leur union naîtront quatre fils dont deux deviendront peintres de paysages et de portraits : René Jean, qui signe ses œuvres Claude-René Martin (né à Paris XIVe le 15 juin 1885) et Jacques Auguste dit Jac(ques) Martin-Ferrières (né à Saint-Paul-Cap-de-Joux dans le Tarn le 6 août 1893). Henri Martin aura lui-même comme élève et comme collaborateur le peintre Henri Doucet.
En 1885, il parcourt l'Italie et y étudie les primitifs en compagnie d'Edmond Aman-Jean et d'Ernest Laurent. Ce voyage marque un tournant dans son art et oriente l'artiste vers une inspiration poétique. Sa technique s'éloigne des modèles académiques, au profit d'un divisionnisme original qui révèle l'influence des néo-impressionnistes mais d'une manière plus spontanée que théorisée : des touches courtes, séparées et parallèles y construisent les formes et la lumière, dans un chromatisme idéalisé et propice au rêve.
Lecteur de Poe, de Dante, de Byron, de Baudelaire et de Verlaine (il souscrit aux Liturgies intimes éditées par la revue Le Saint-Graal en 1892), Henri Martin expose des œuvres à thèmes symbolistes, telles que Chacun sa chimère de 1891 ou Vers l’abîme de 1897 ; et des paysages brumeux peuplés de figures mélancoliques et intemporelles.
Il participe en 1892 aux salons de la Rose-Croix esthétique de Joséphin Peladan. Il honore des commandes publiques, ornant tour à tour le Capitole de Toulouse, la préfecture du Lot à Cahors, la Sorbonne en 1908, l’Hôtel de ville de Paris, un cabinet de l'Élysée en 1908, le Conseil d’État en 1914-1922, la mairie du Ve arrondissement en 1935.
Henri Martin, tout en s'éloignant des thèmes symbolistes, en gardera toujours la poésie mystérieuse des attitudes, l'atmosphère secrète et diffuse des paysages et une certaine spiritualisation des formes baignées par la sérénité des figures traditionnelles, de l'allégorie. Sa nature profonde le porte vers une expression apaisée d'un monde idéalisé dans un pointillisme aux touches élargies,.
En juin 1899, il rejoint la Société nouvelle de peintres et de sculpteurs, avec une première exposition collective à la galerie Georges Petit à Paris en mars 1900.
Il installe son atelier à Labastide-du-Vert dans le Lot, où il termine ses jours.
En 1896, il obtient la croix de chevalier de la Légion d'honneur et est nommé officier en 1905 puis commandeur en 1914. Le 24 novembre 1917 il est élu membre titulaire de l'Académie des beaux-arts, section de peinture, au fauteuil de Gabriel Ferrier.
Le musée de Cahors Henri-Martin conserve de nombreuses œuvres du peintre.

## Œuvres

### La Collection Paul Riff
Quarante-trois toiles inédites du peintre Henri Martin ont été redécouvertes à Rennes, en 2012 dans une maison à l'abandon appartenant aux héritiers du collectionneur et magistrat Paul Riff, mort en 1929 . Vingt-six de ces quarante-trois œuvres sont datées entre 1892 et 1903. Cinq genres principaux se dégagent au plan thématique : symbolisme (12), vie rurale (10), figures (9), paysages (6) et religion (6).
Après avoir été exposées à Paris puis à Rennes, elles ont été vendues aux enchères à Rennes le 1er avril 2012. Elles ont été ensuite exposées au musée de Cahors Henri-Martin avant d'être remises à leurs nouveaux propriétaires. Lors de ces enchères, seize toiles d'Henri Martin ont été acquises pour le musée de Cahors Henri-Martin, où près de cinquante tableaux d'Henri Martin constituent le cœur du musée.

### Collections publiques

#### Paris,musée d'Orsay
- Sérénité (Virgile, Énéide, Livre VI), 1890.
- Les Toits, Saint-Cirq-Lapopie, entre 1860 et 1931. En dépôt au Musée de Cahors.

Œuvres au Musée de Cahors Henri-Martin
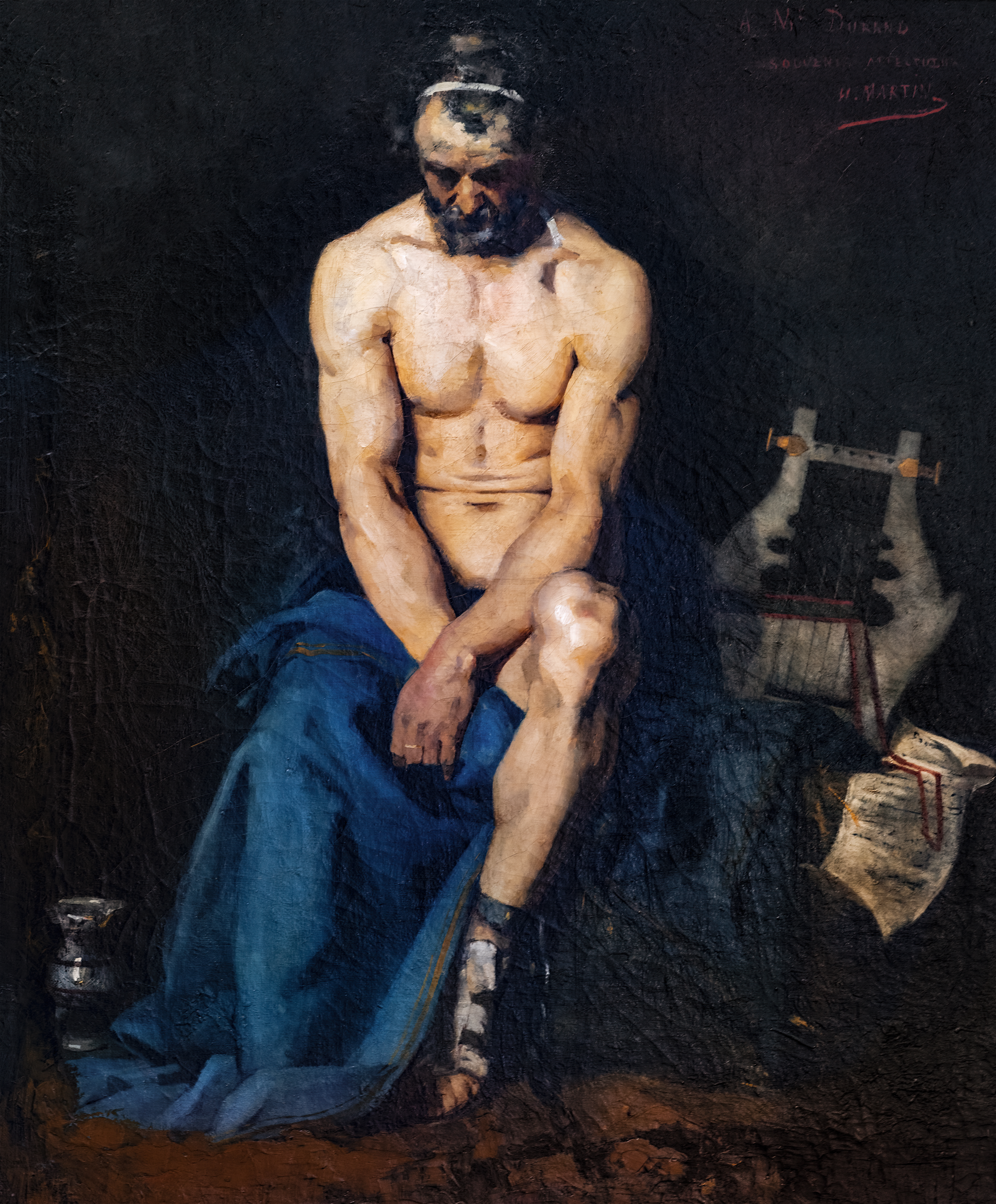
Orphée; prix de la ville de Toulouse en 1878
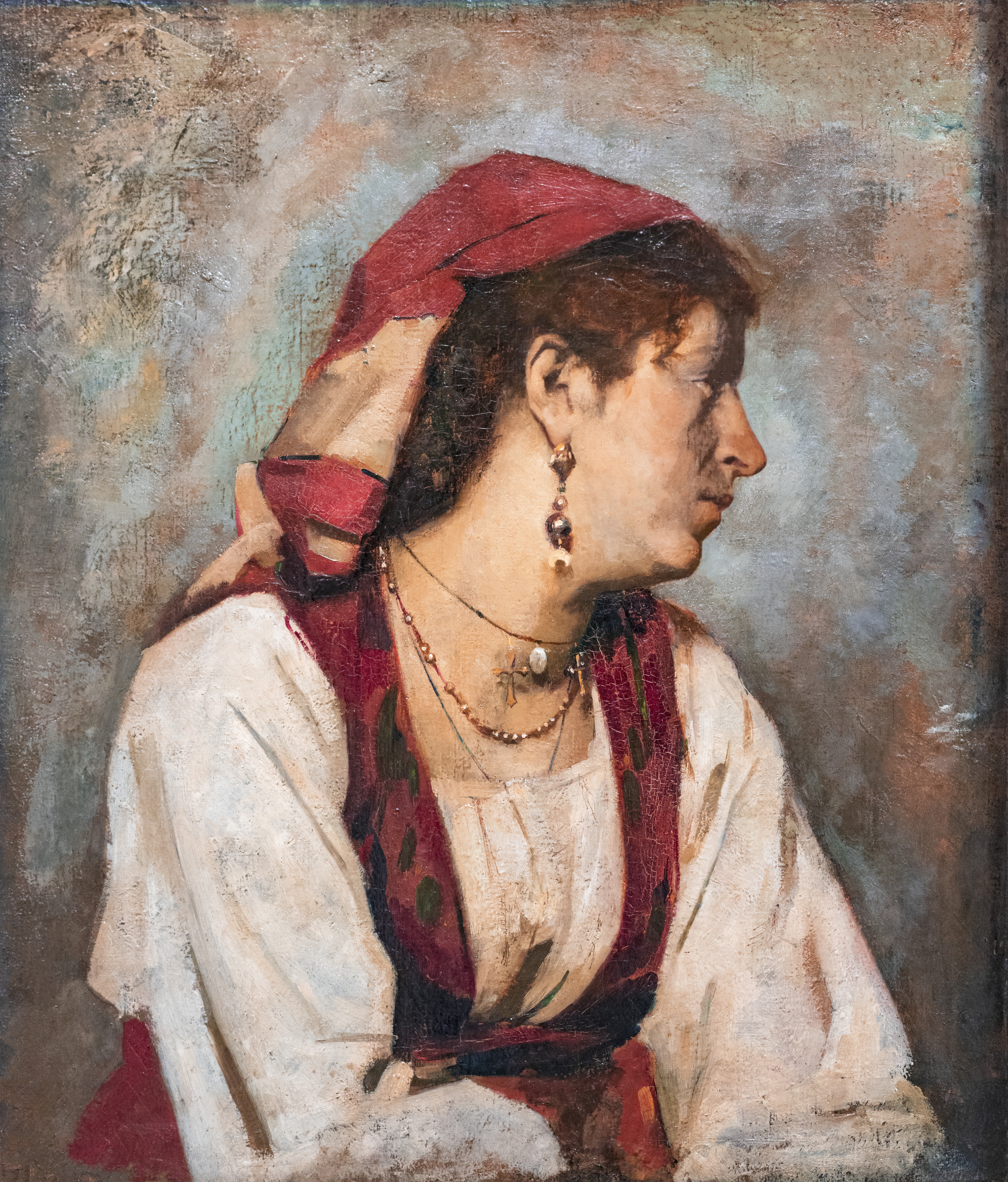
Buste de femme; 1879
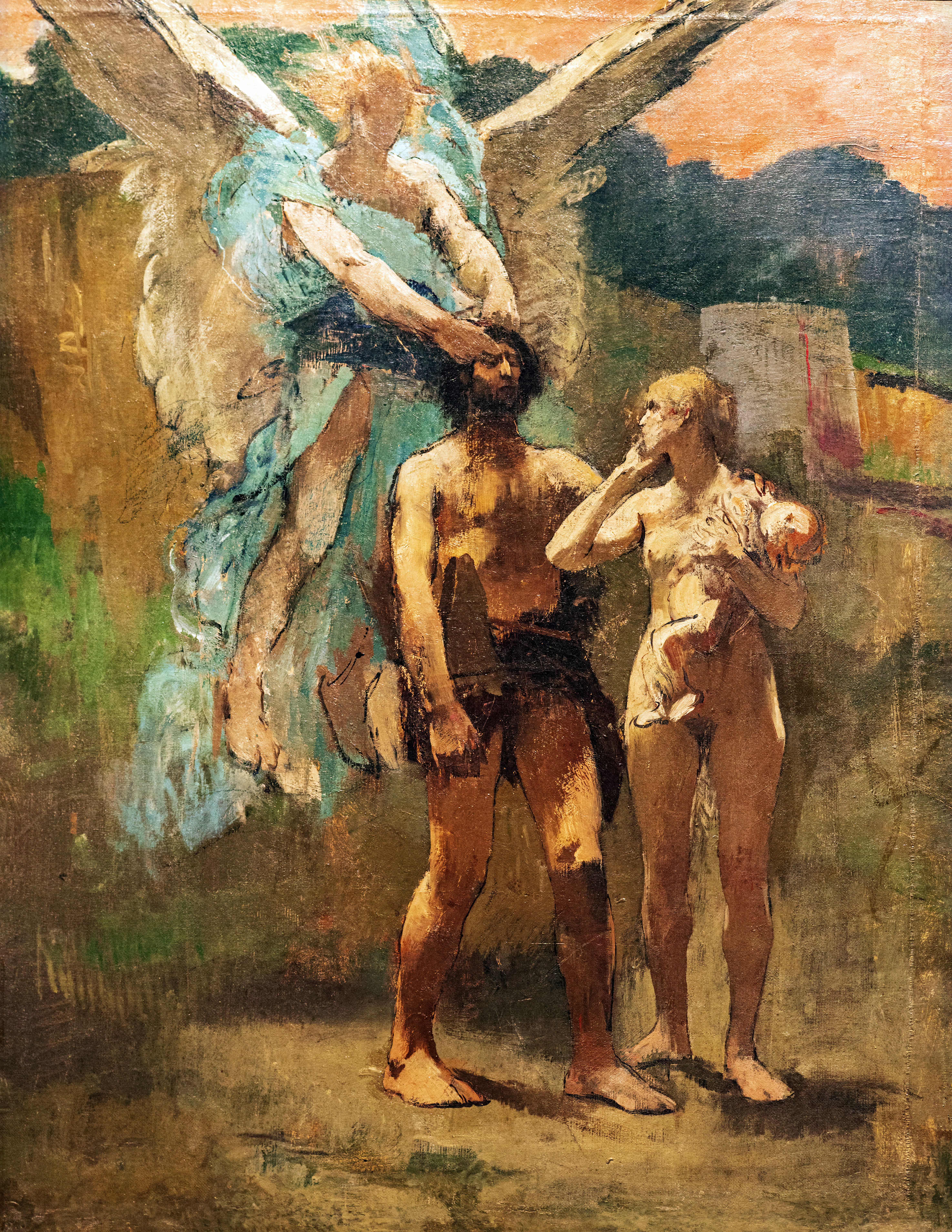
Etude pour Le châtiment de Caïn, vers 1883
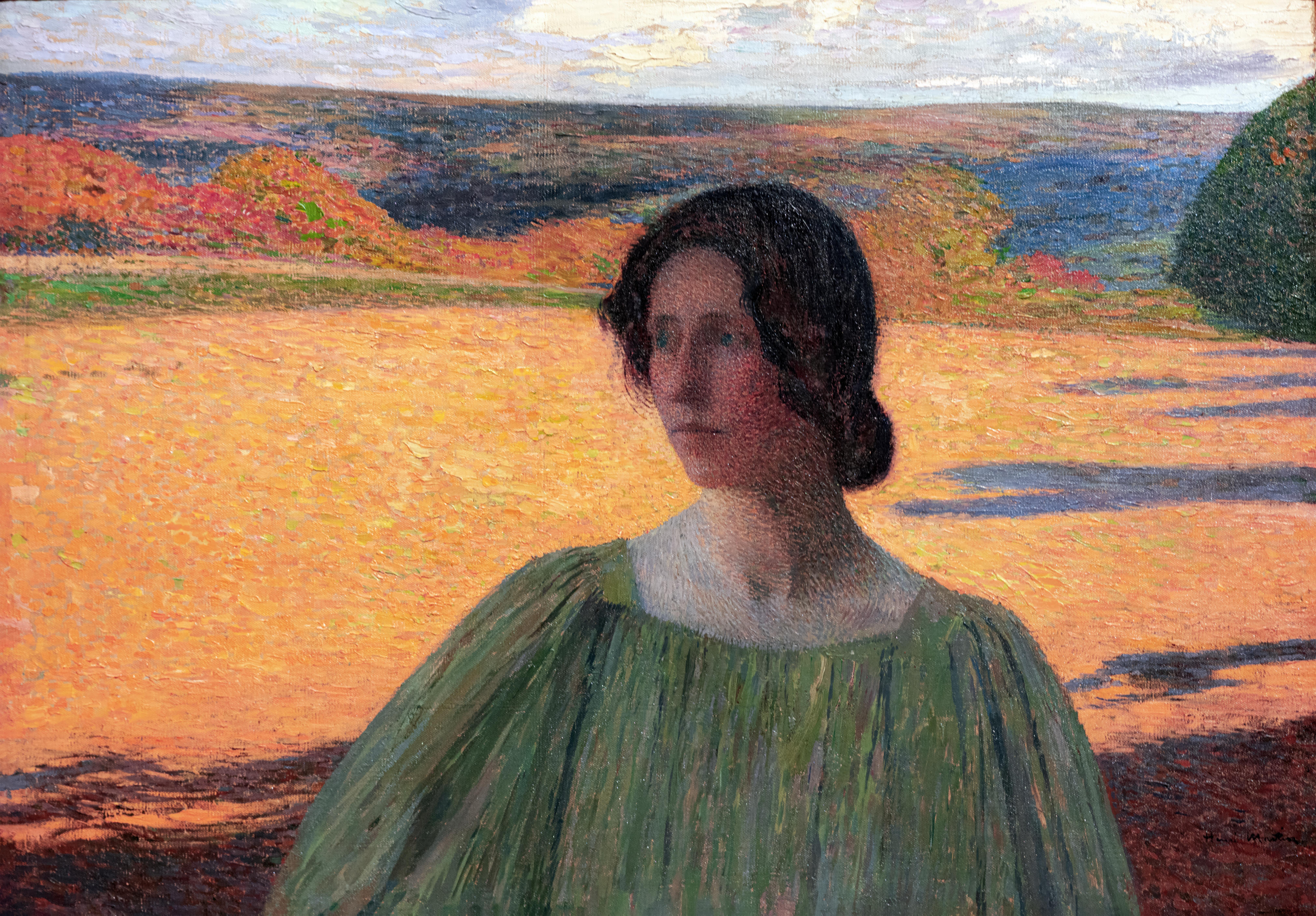
Méditation 1890-1900
Chevrière devant une vieille maison à Labastide 1890-1900
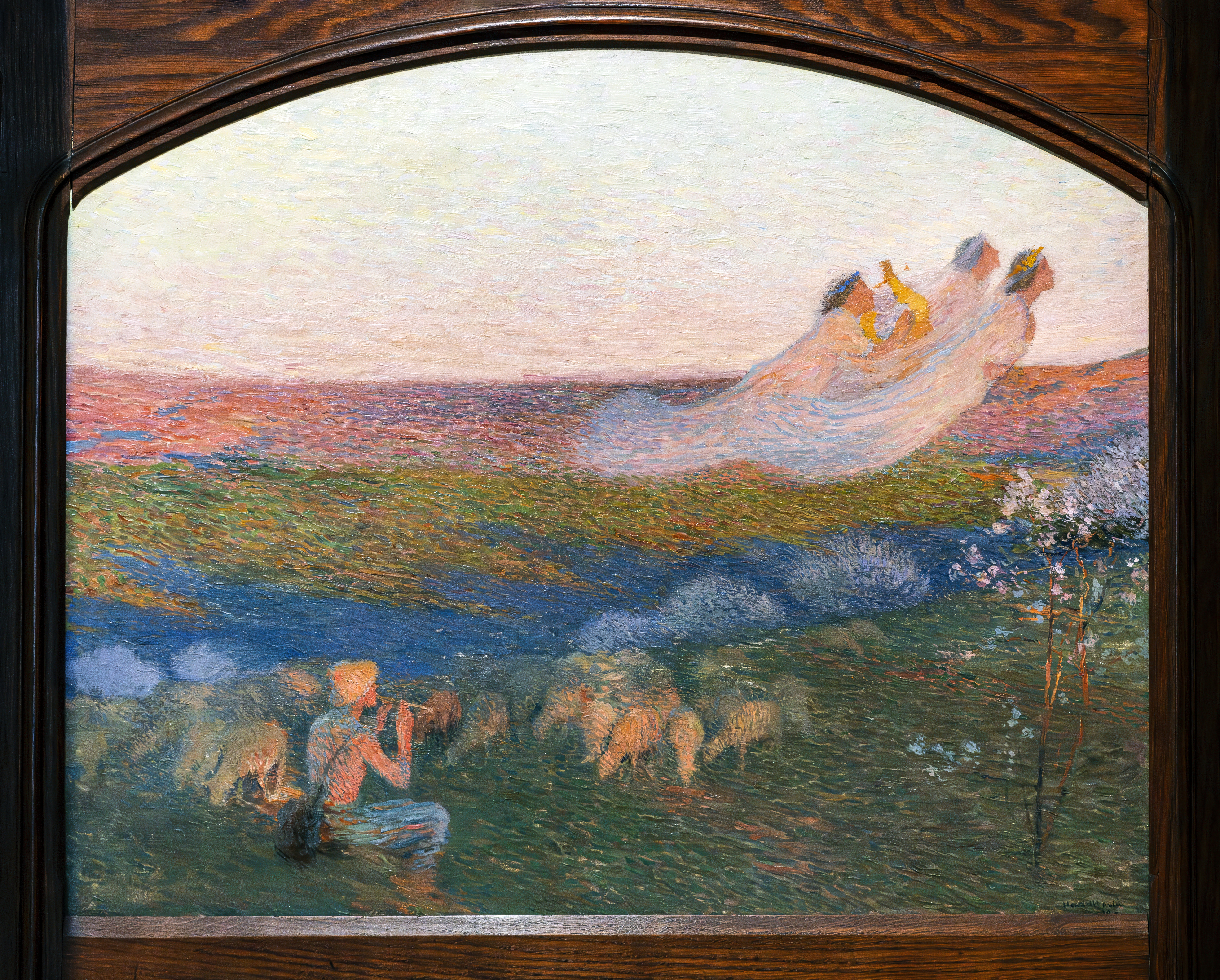
Berger et ses trois muses; 1890-1900
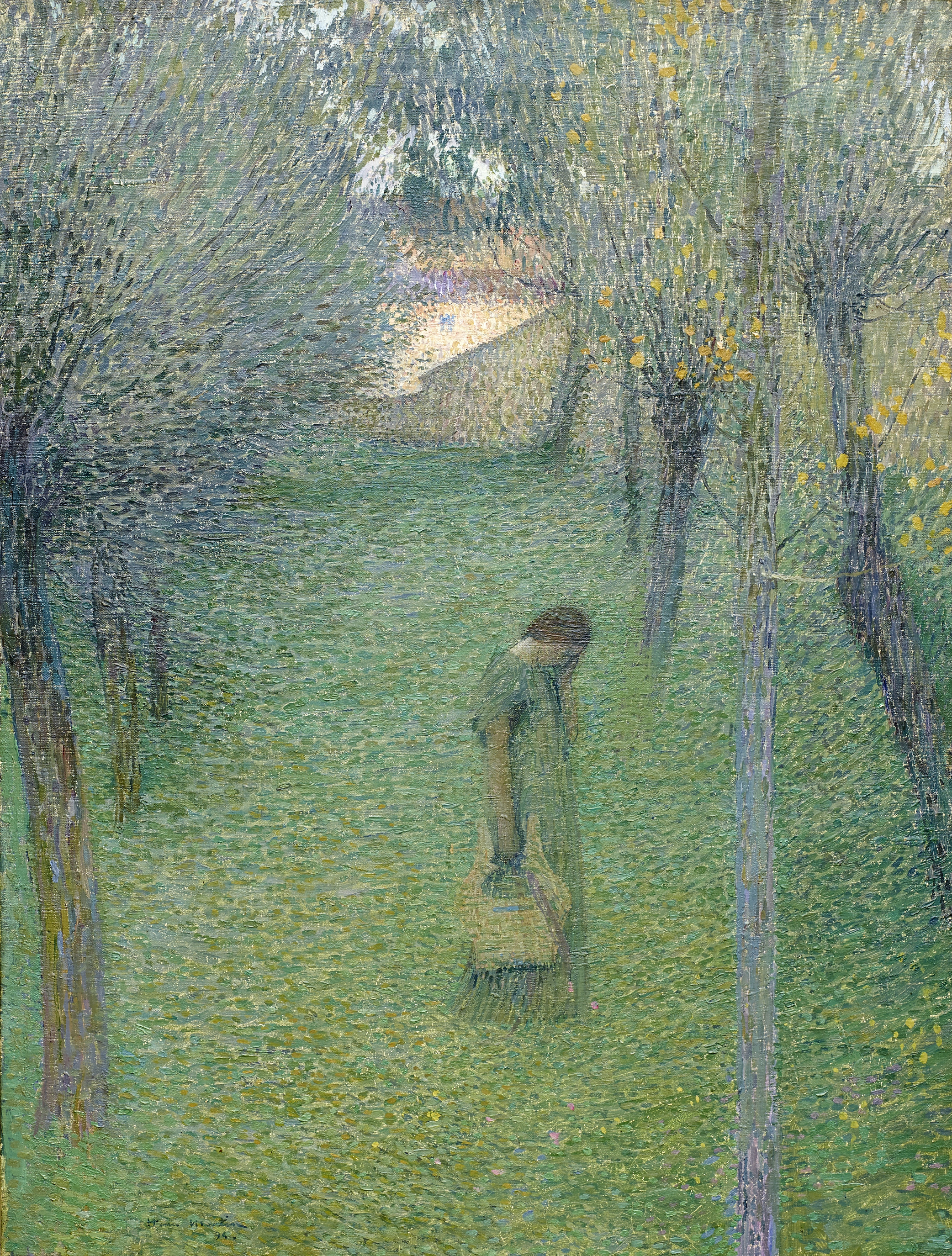
Muse pensive au jardin; 1894
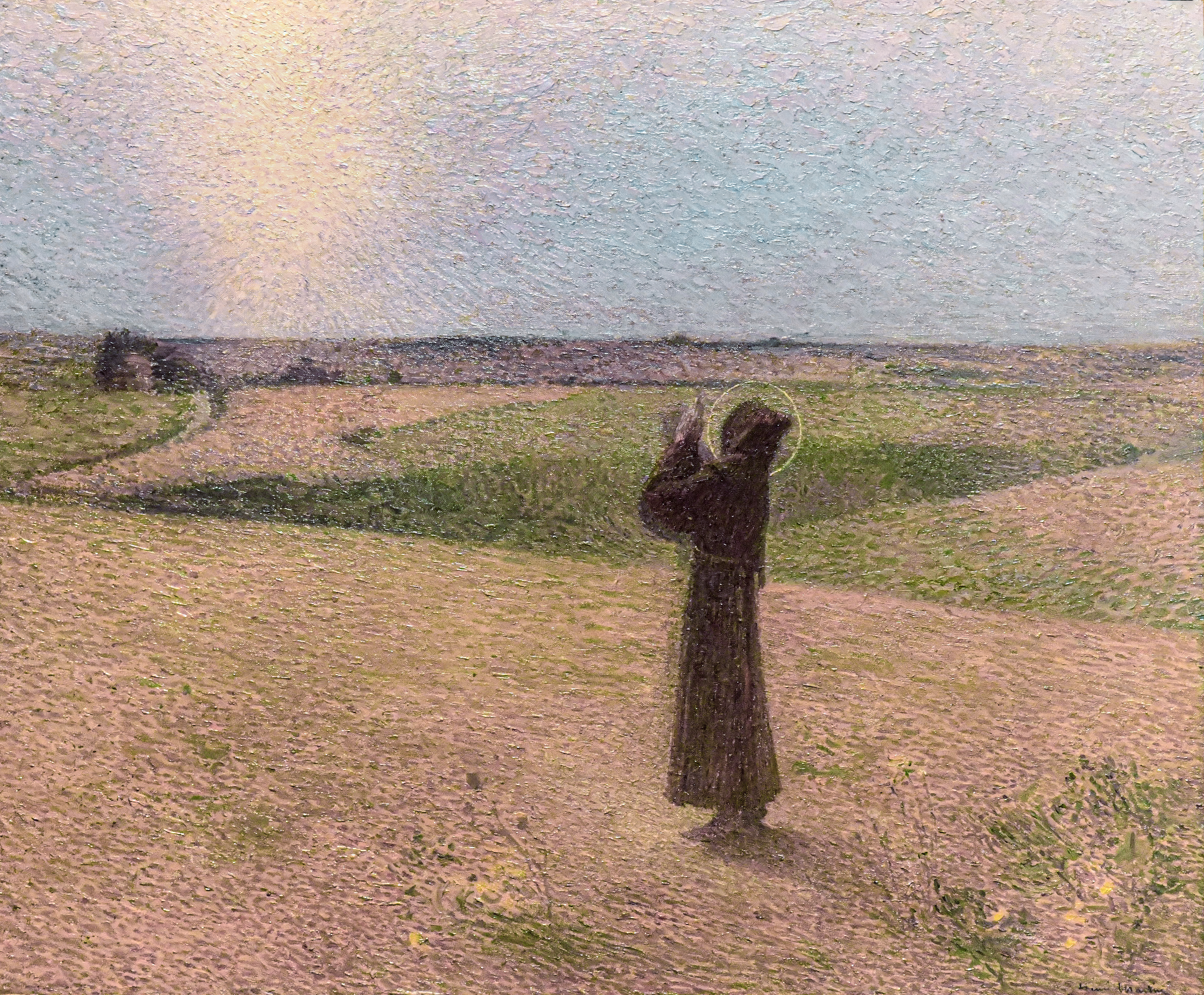
Saint François d'Assise ; 1894
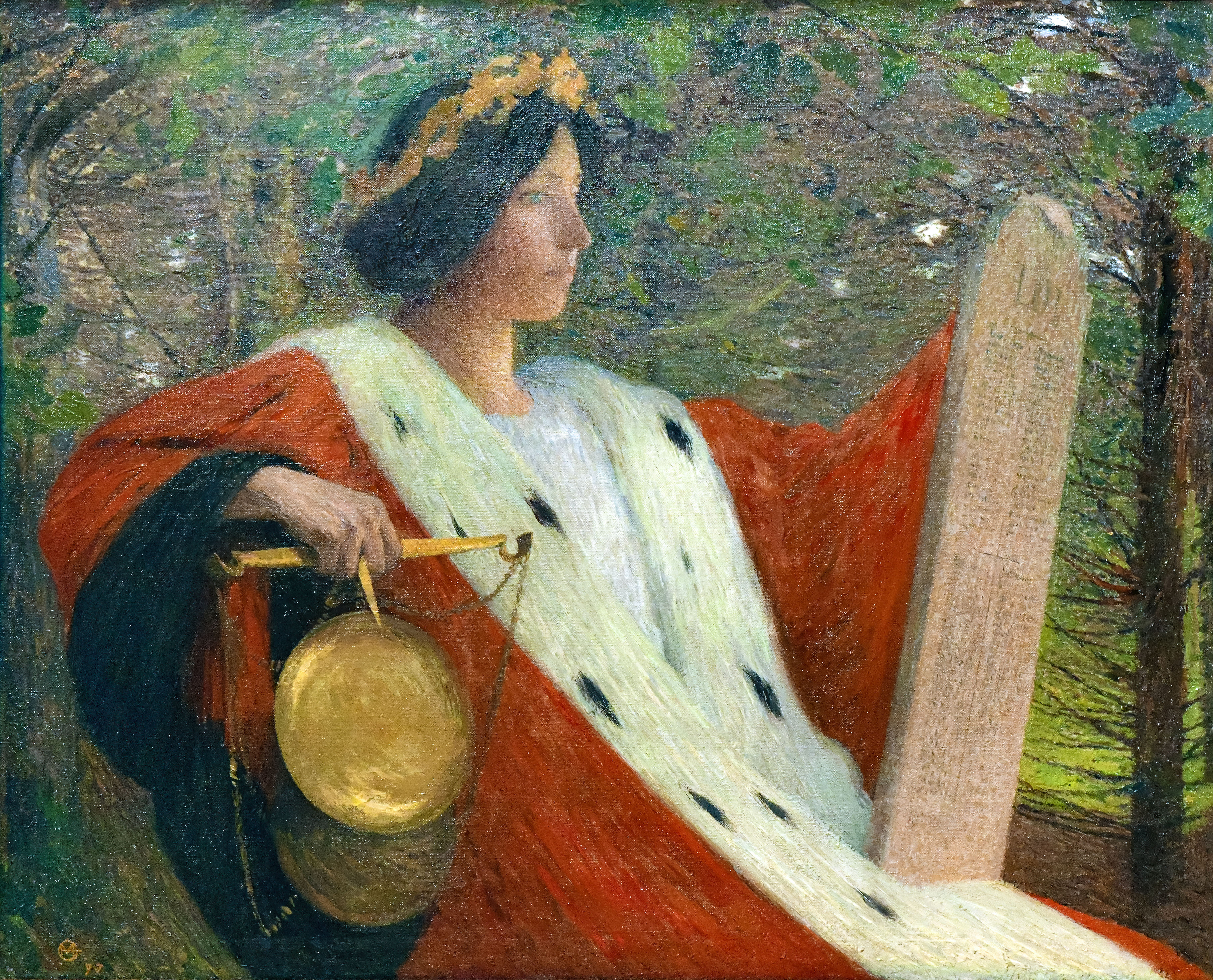
La Justice,1897
Rêverie automnale; 1900
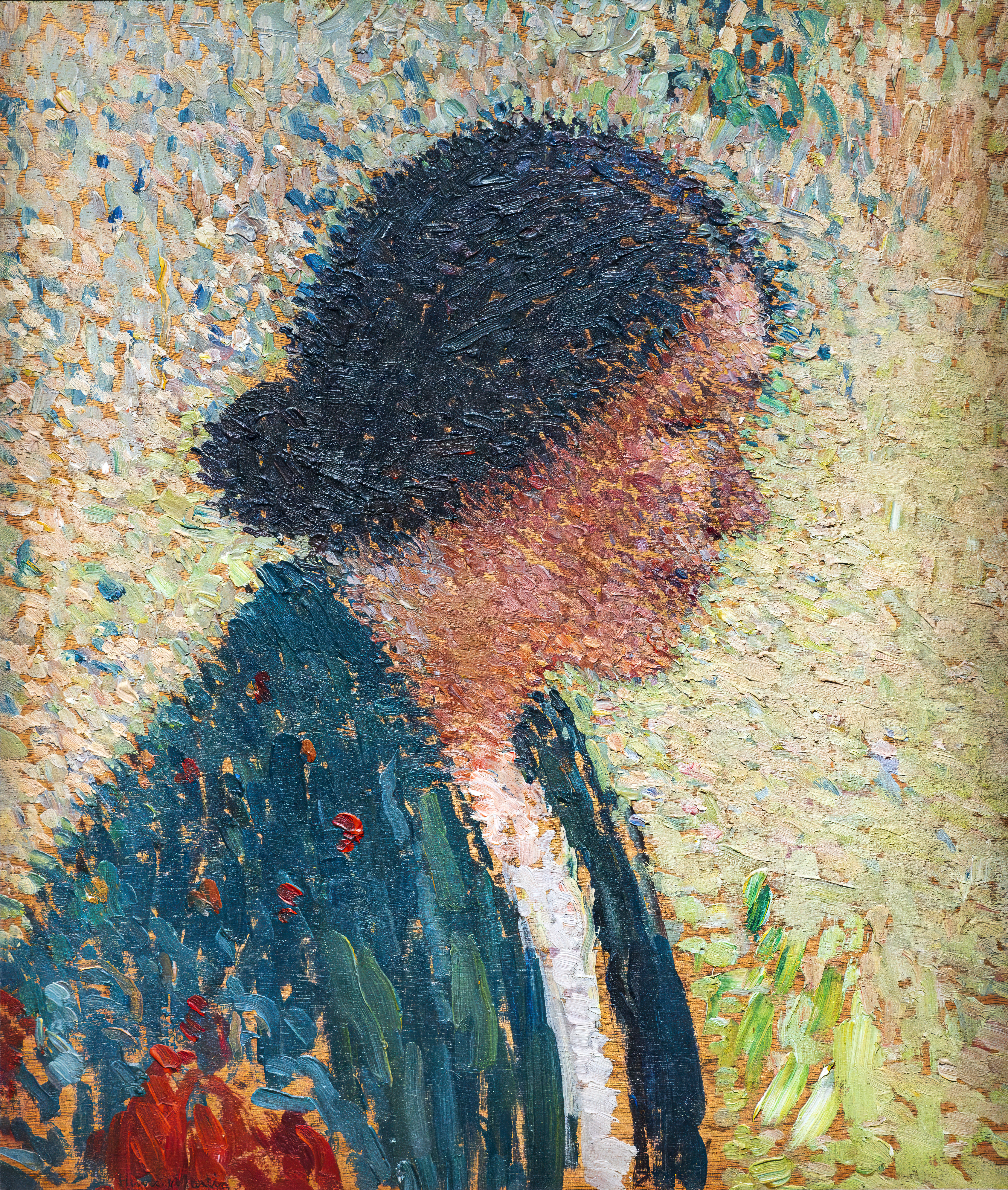
Portrait de Madame Henri Martin ; 1910
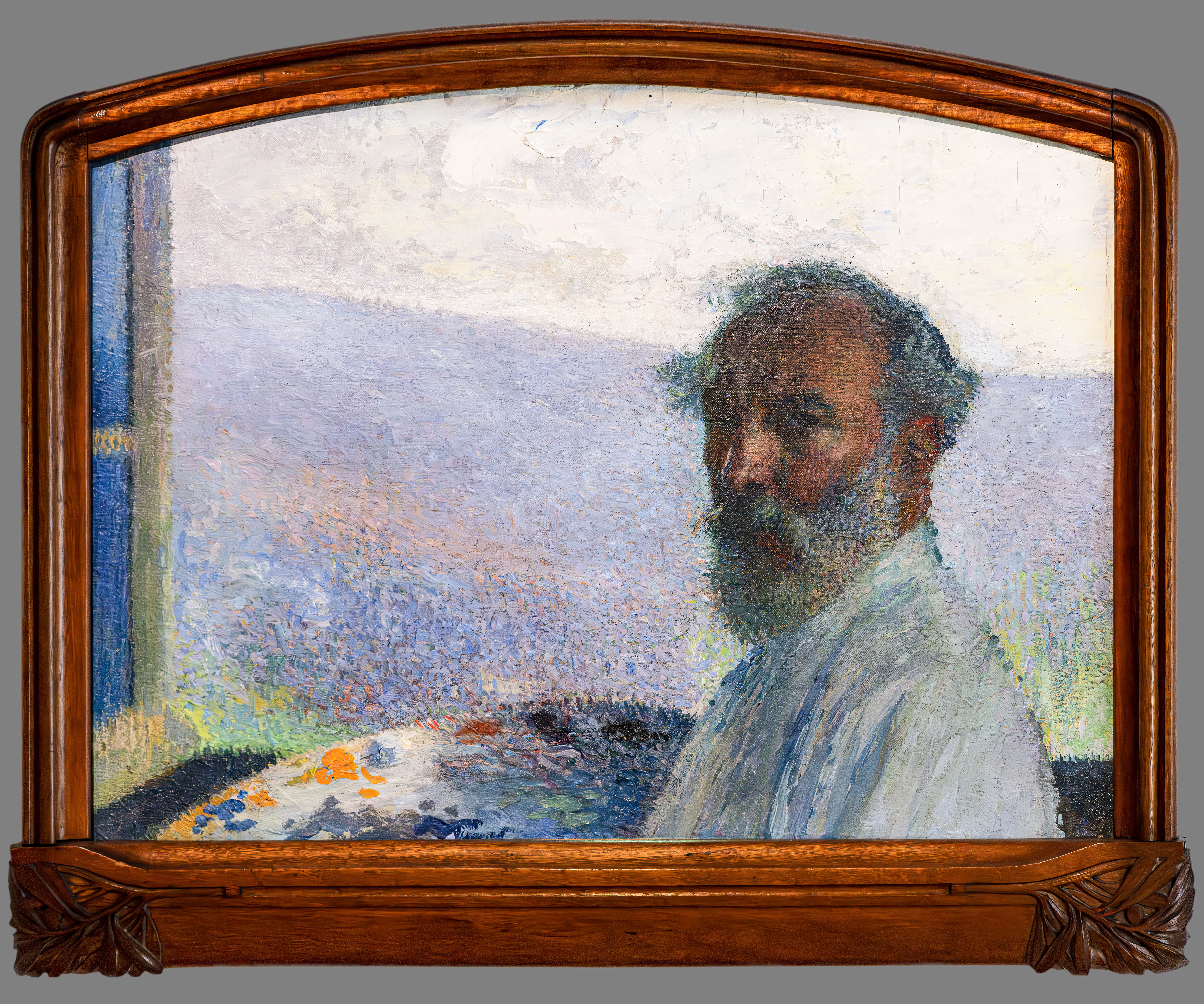
Autoportrait, 1912. En dépôt au Musée de Cahors.
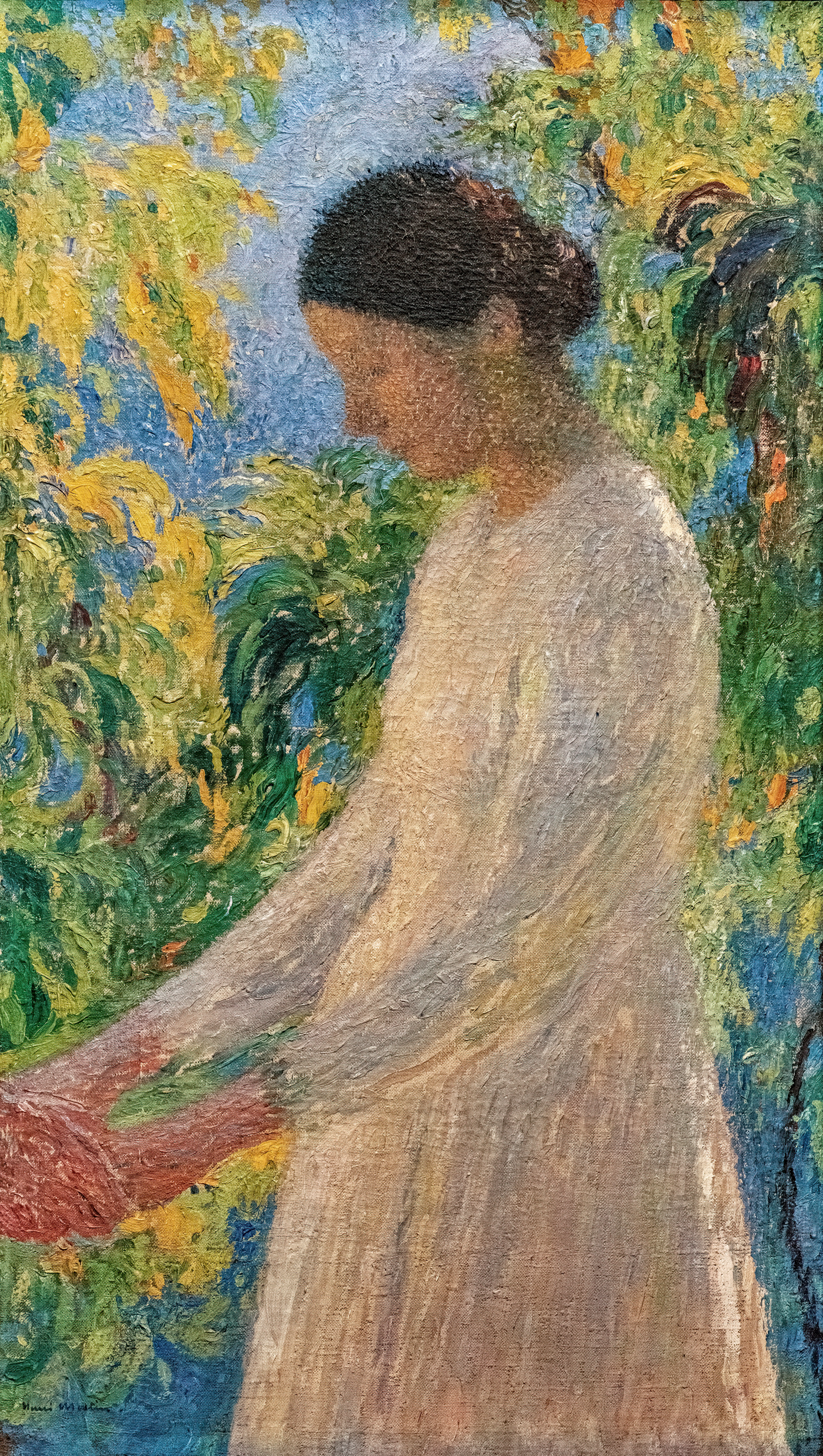
Étude pour - Dans la lumière ; 1913
Barques à Collioure; 1920
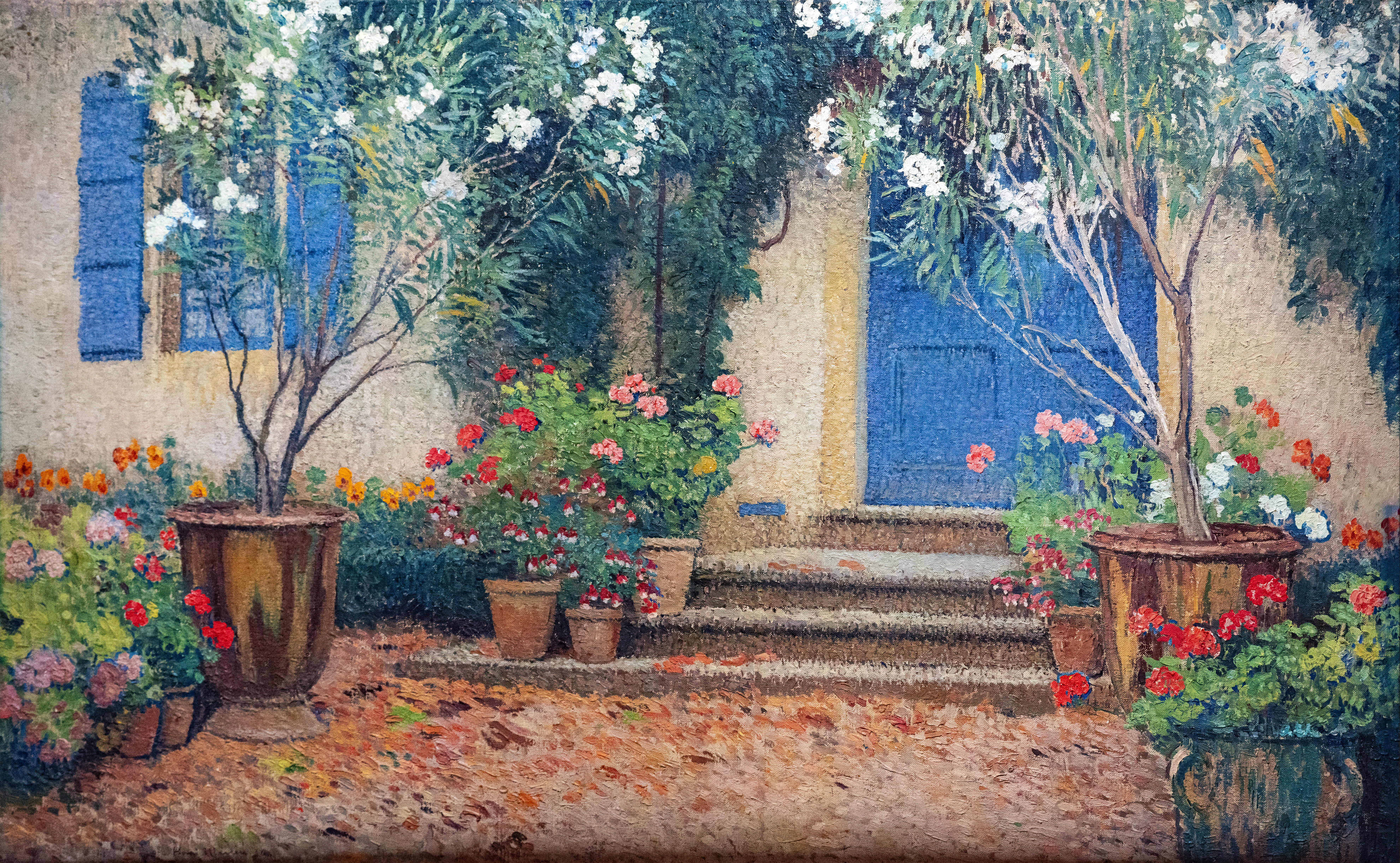
La porte bleu à Marquayrol
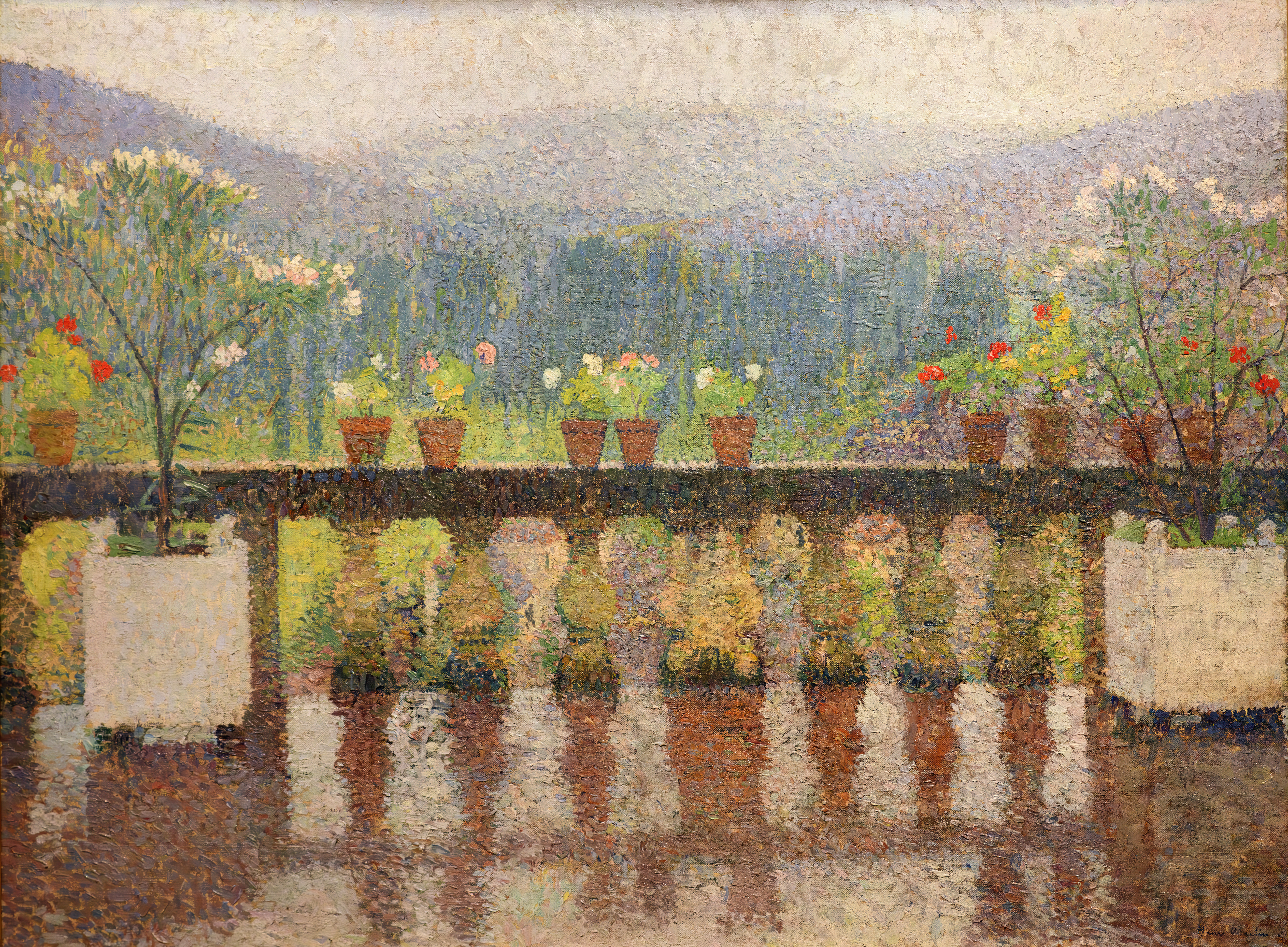
La terrasse à Marquayrol, temps pluvieux, vers 1920
Marquayrol, le portillon blanc, vers 1920
Le Pont de Labastide-du-Vert, la chèvre blanche, vers 1920
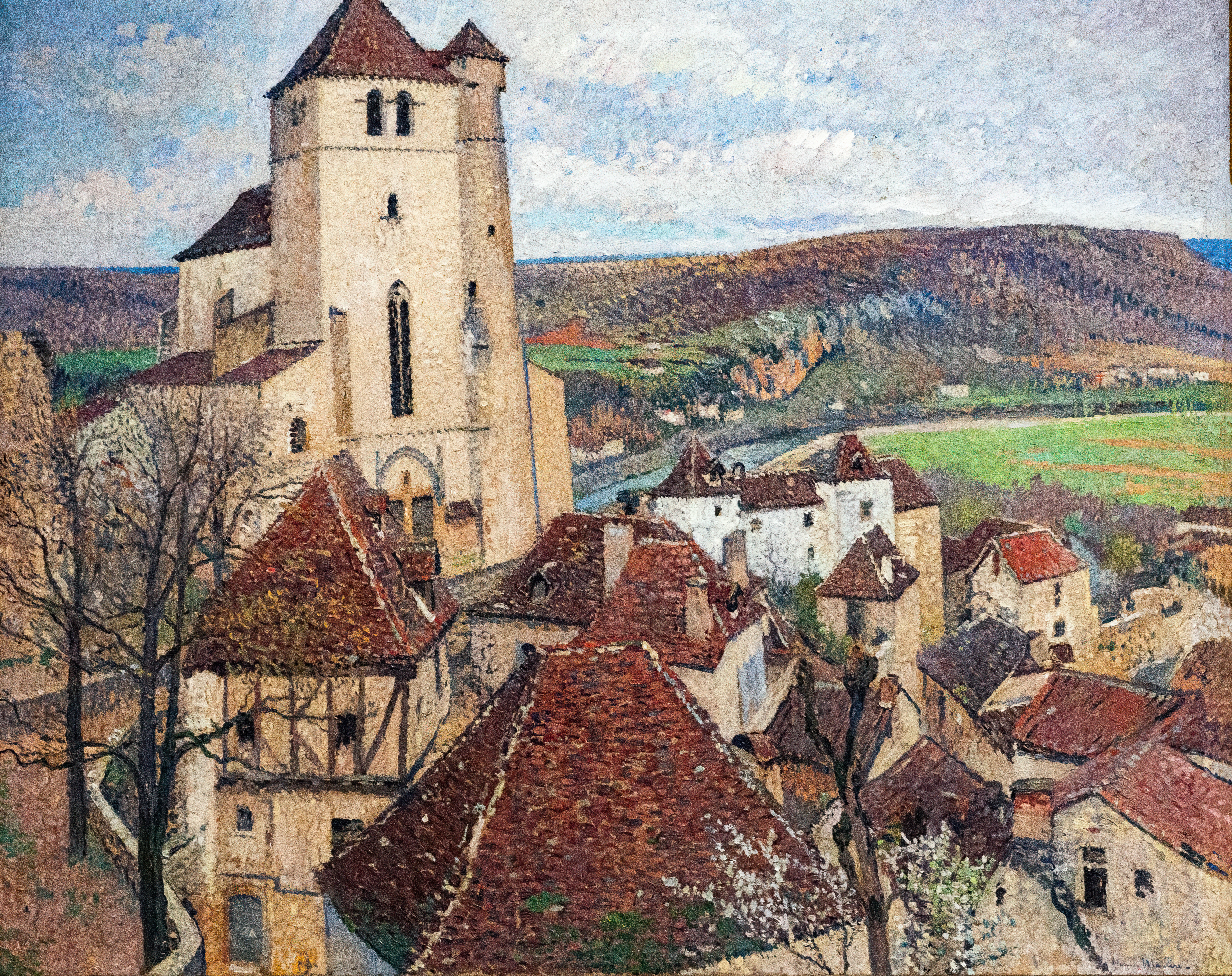
Saint-Cirq-Lapopie; 1920
Saint-Cirq-Lapopie, la place du Carol; 1920
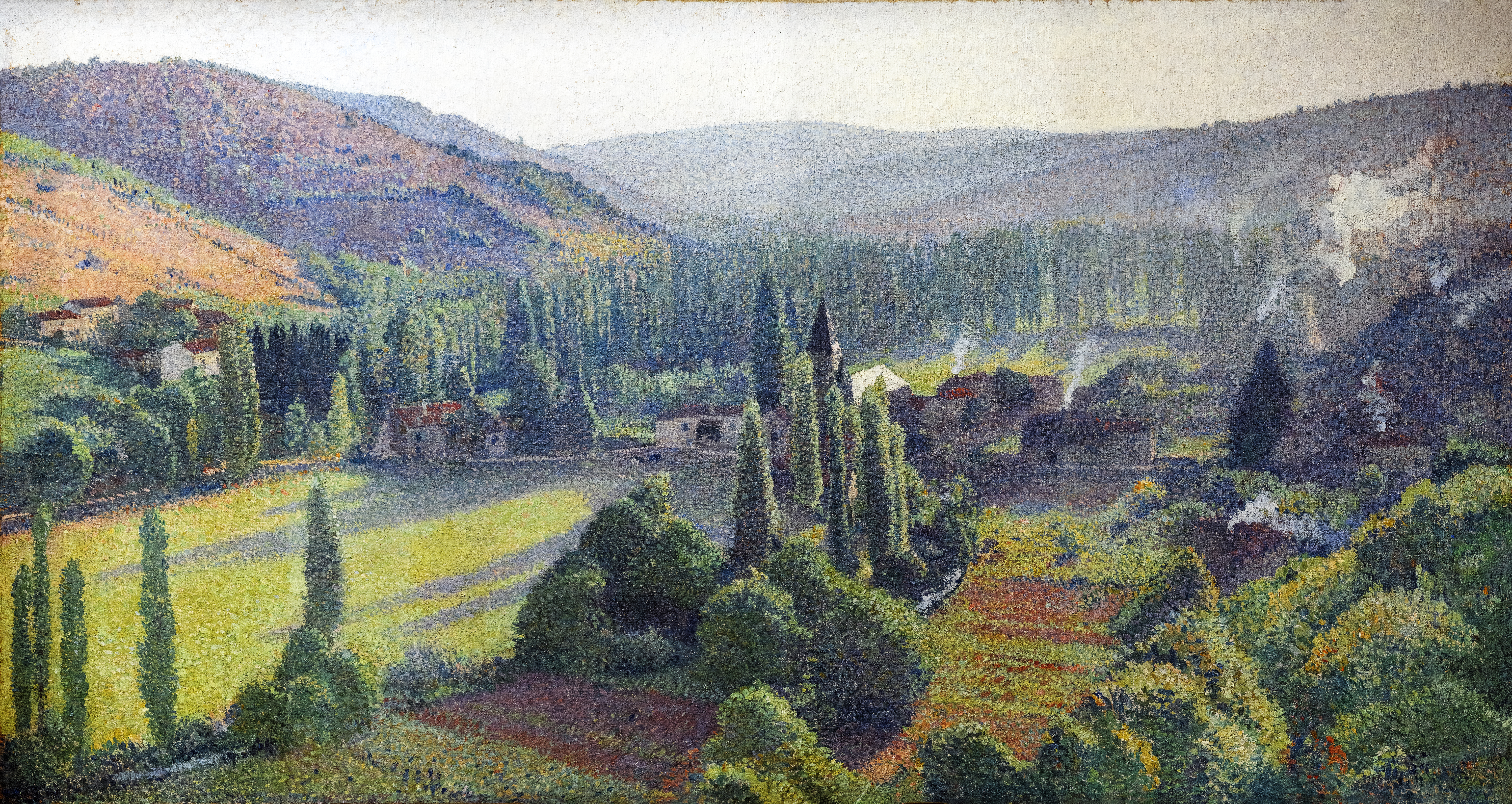
Labastide-du-Vert, le matin ; 1920
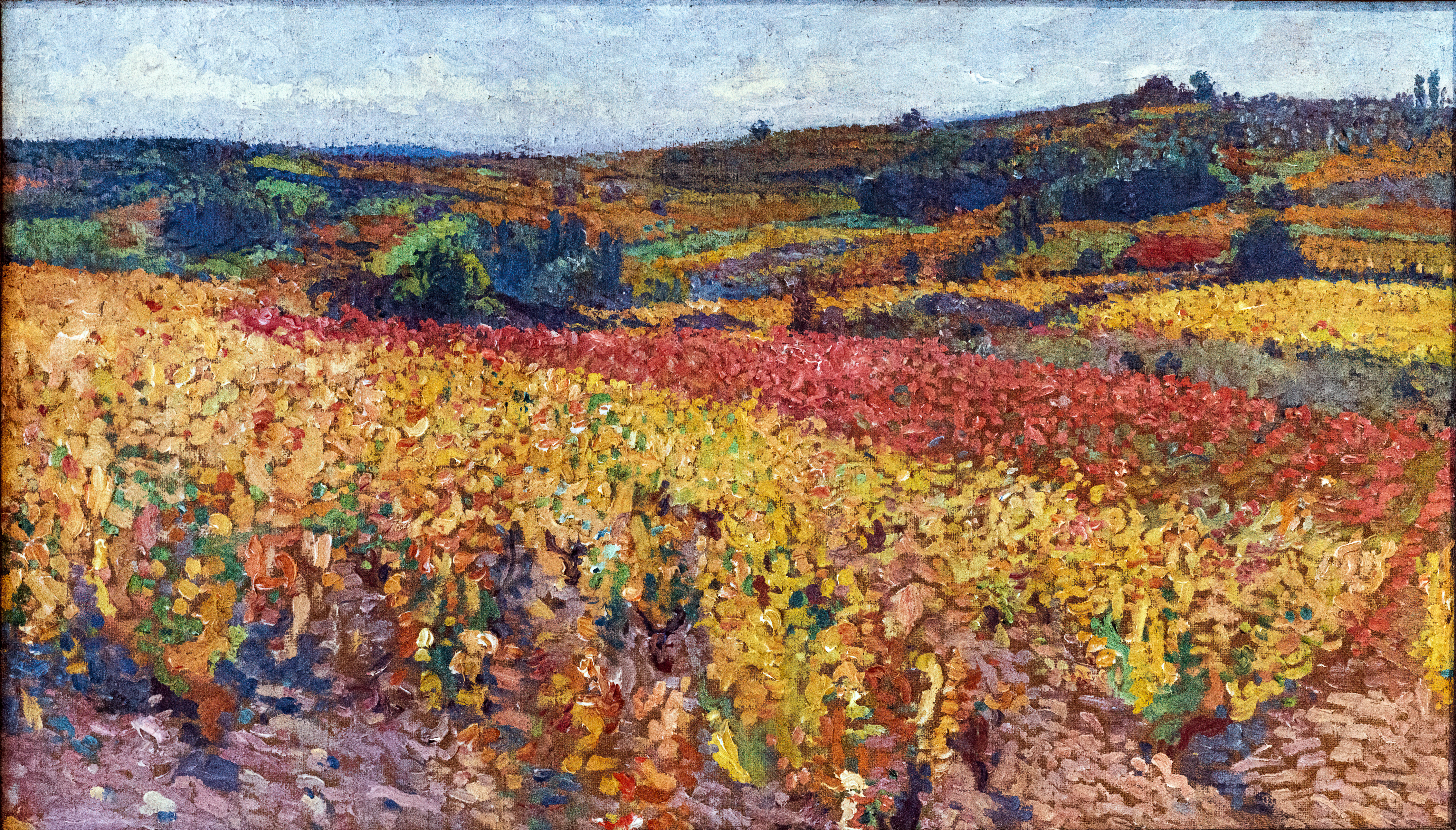
Vignes en automne - Etude; 1927
Bouquet de fleurs des champs; 1930
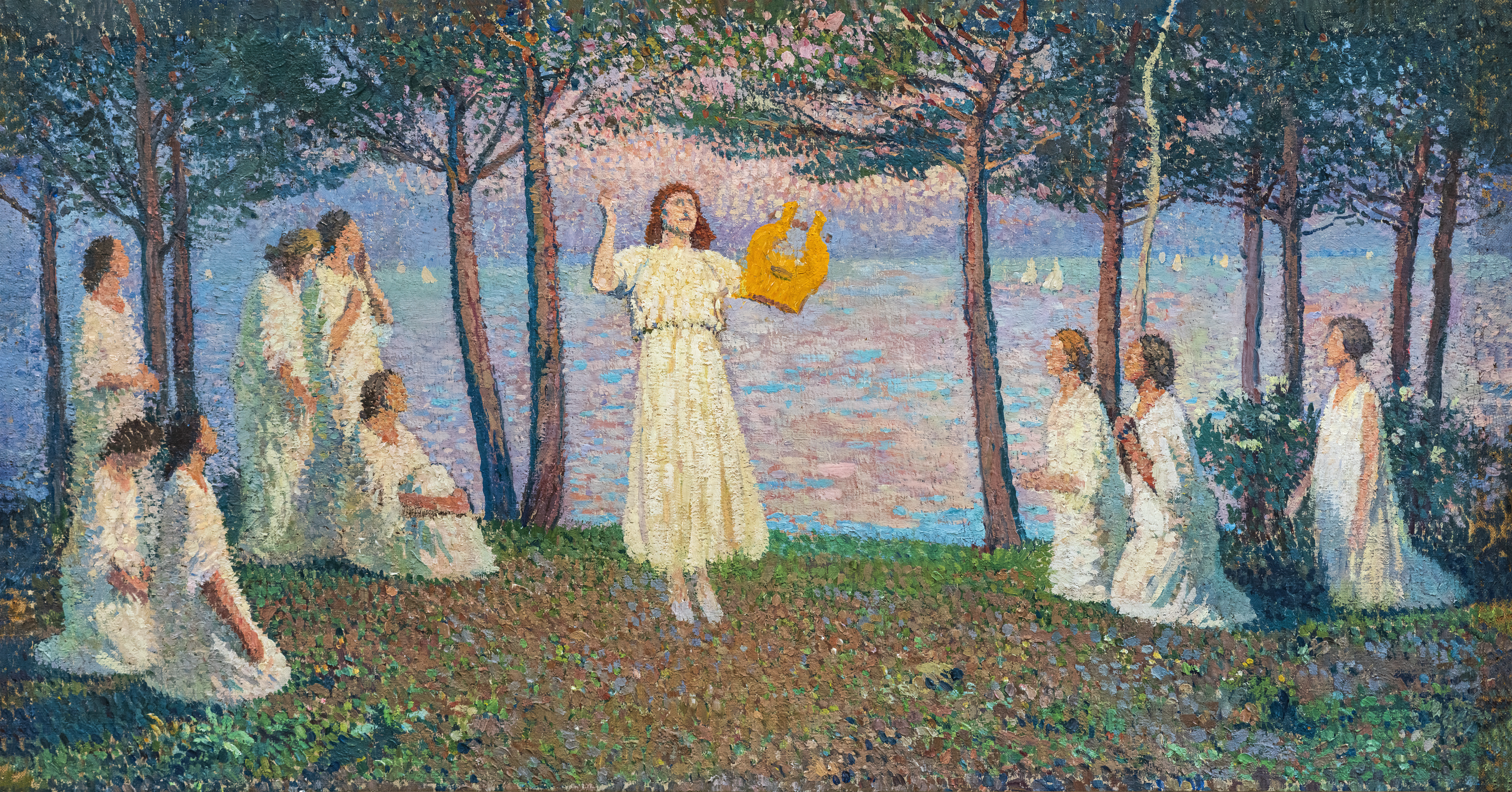
Poétesses au bord d'un lac, étude pour Apollon et les muses; 1932
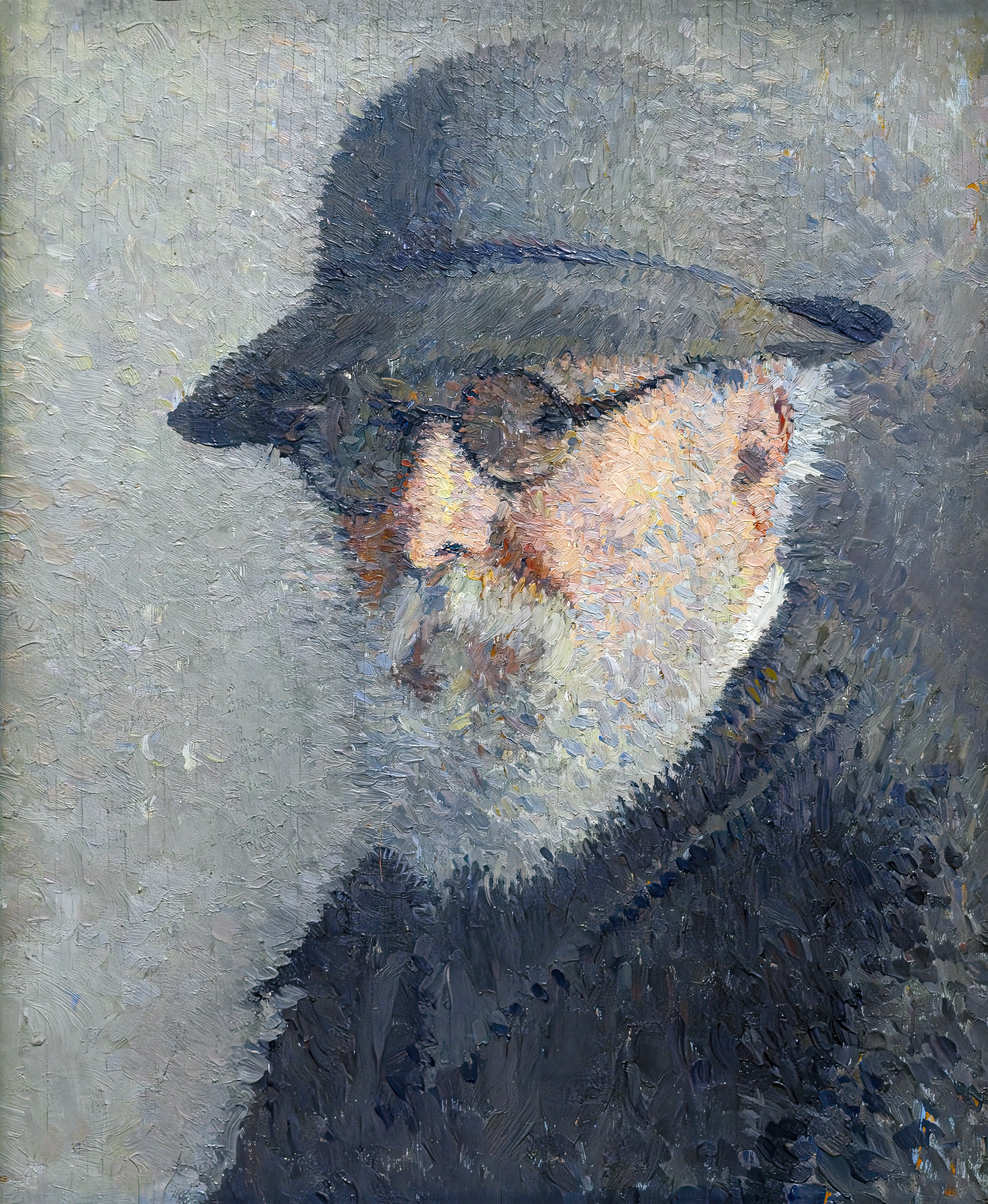
Autoportrait, 1938
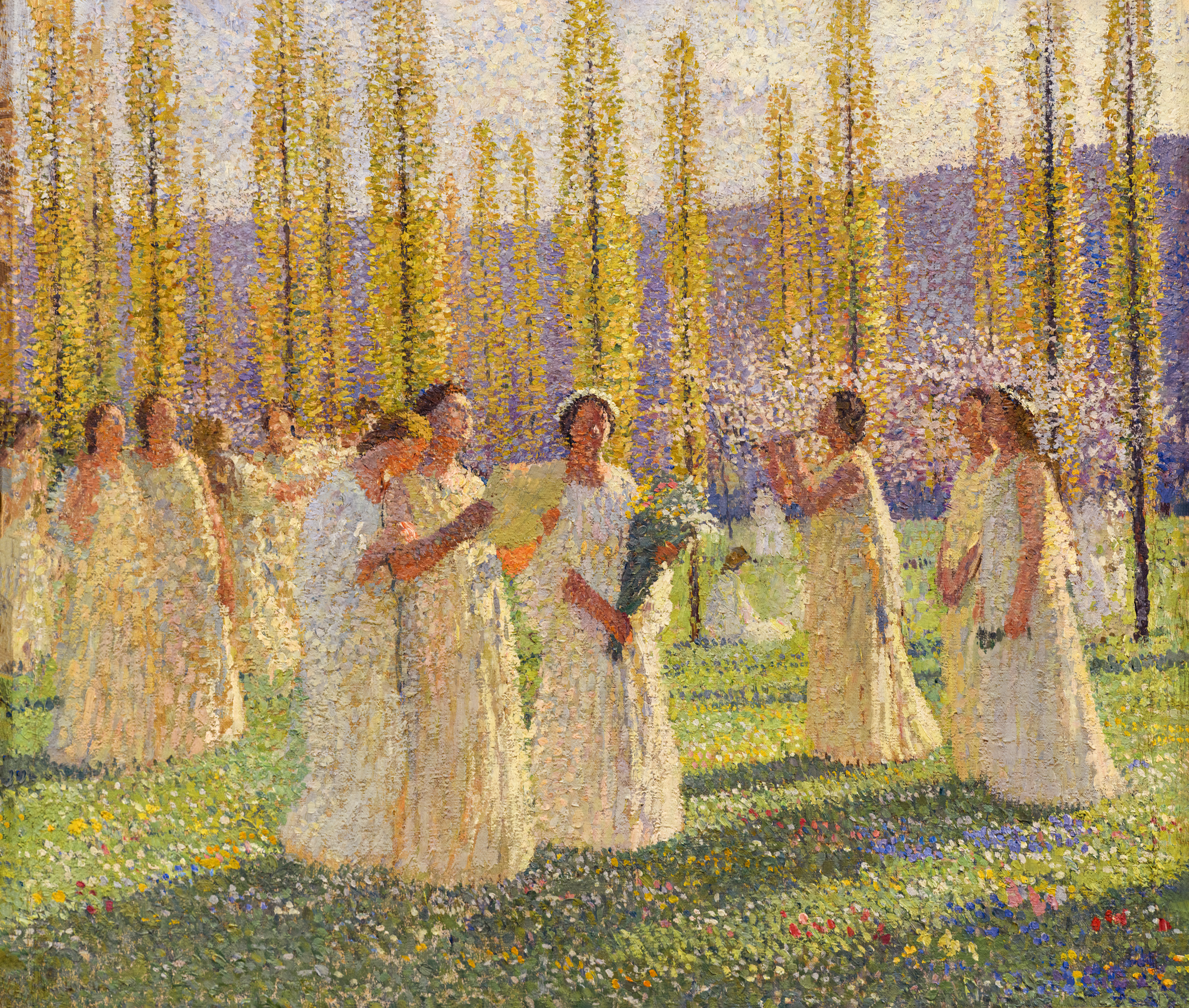
Les Champs-Élysées - Etude 1939
Le Pont de Labastide-du Vert (103x78)
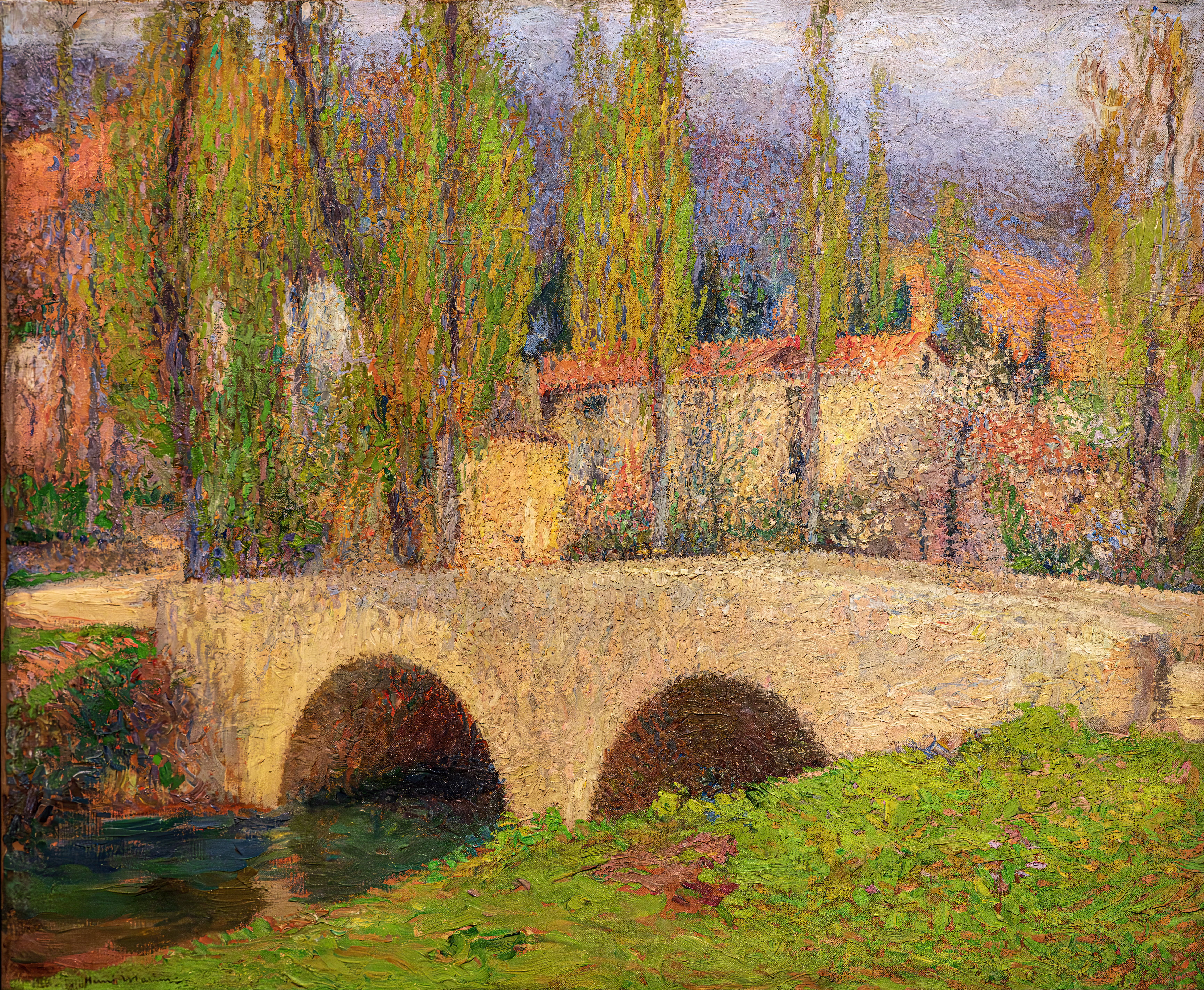
Le Pont à Labastide-du-Vert (66x83)
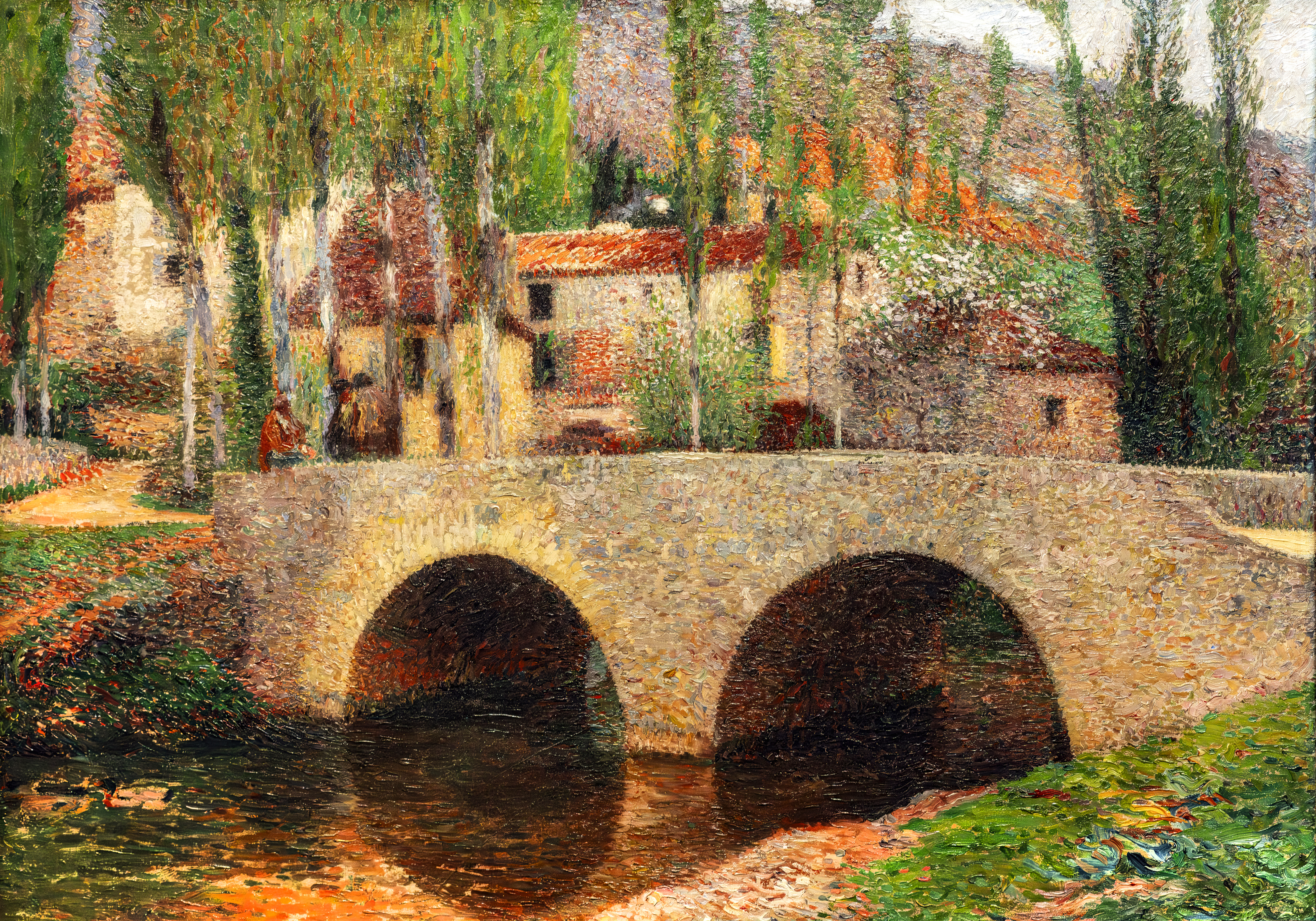
Le Pont de Labastide-du-Vert (63.2x88)
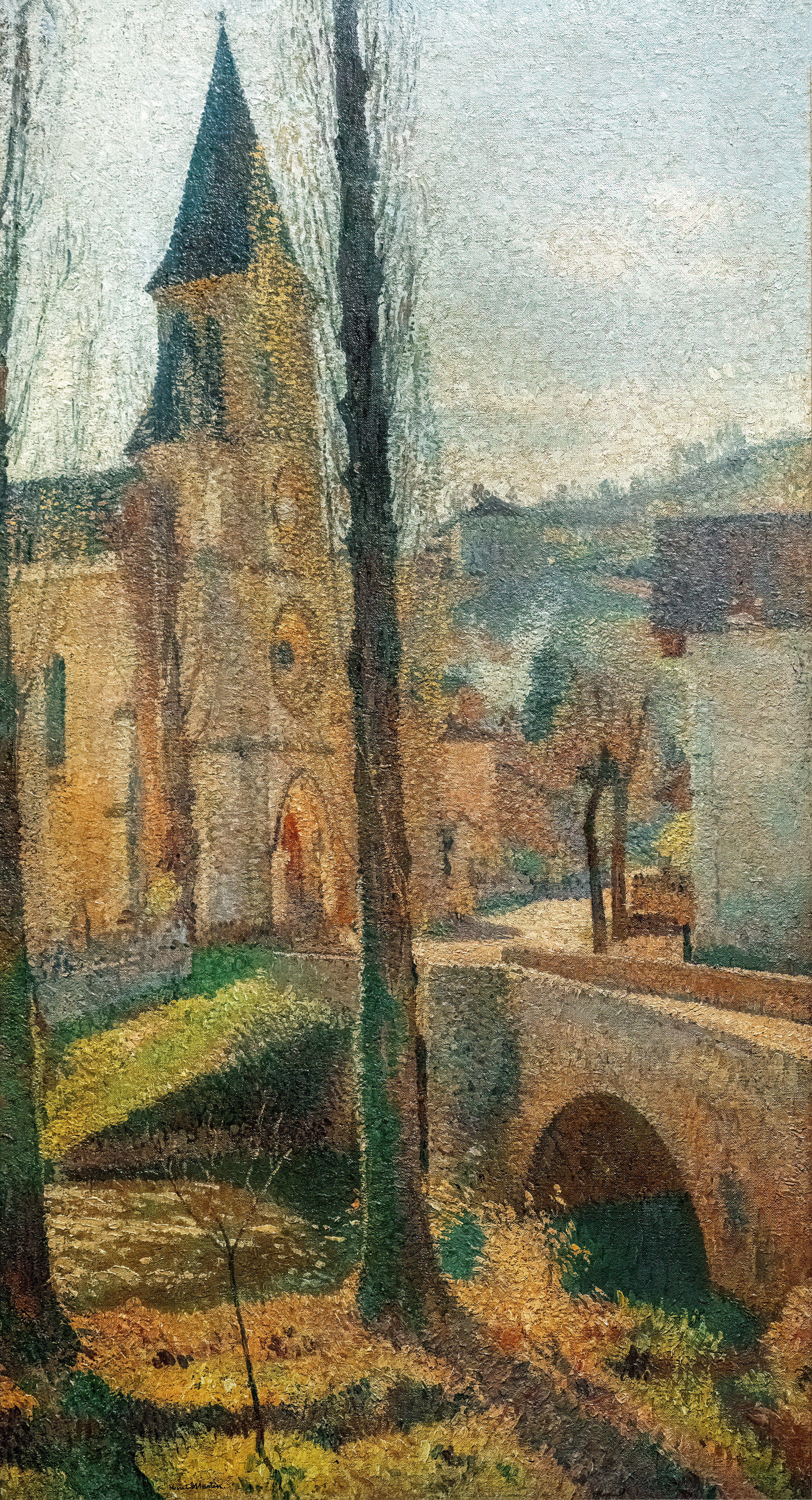
L'église de Labastide-du-Vert et le pont
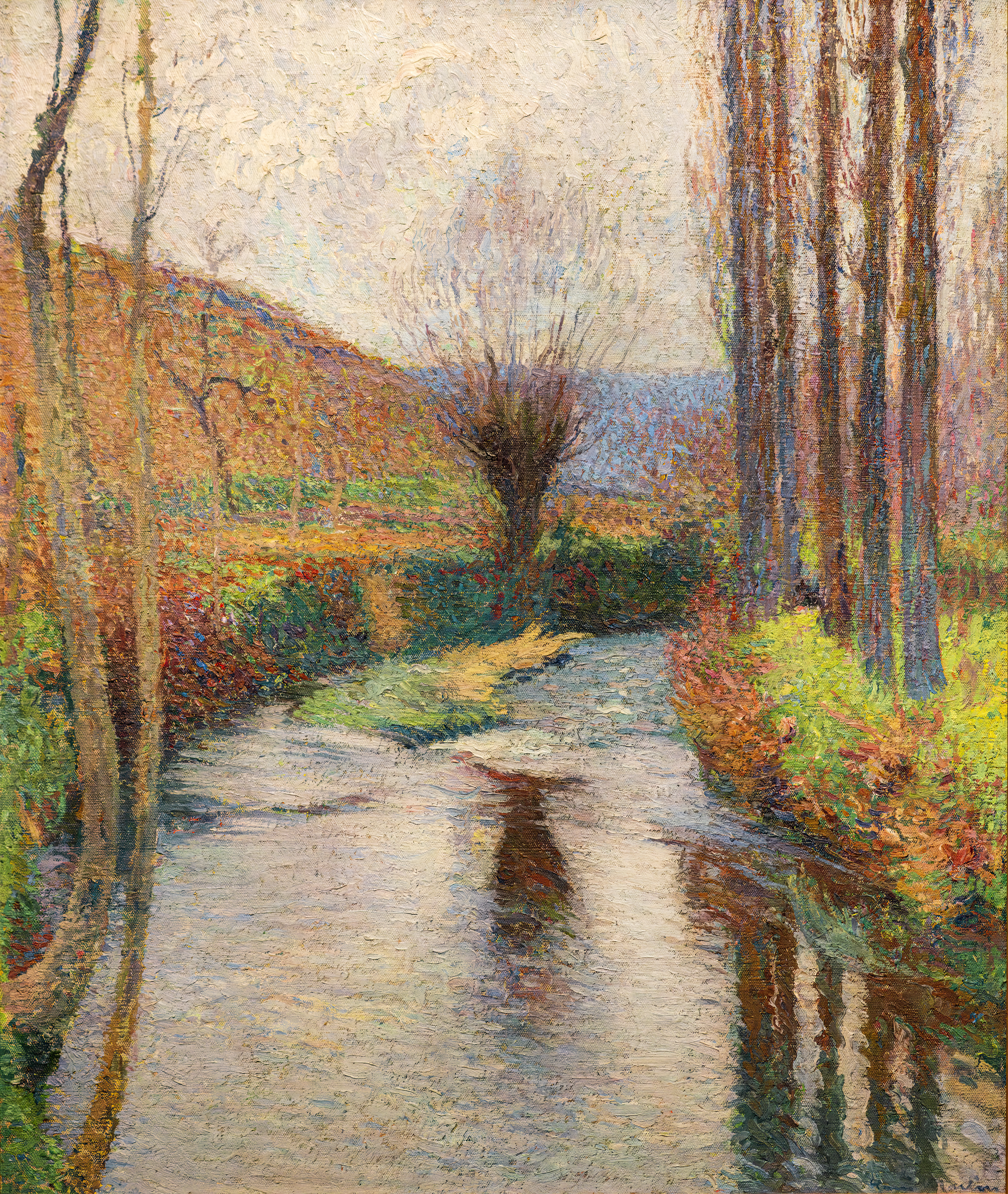
Le Vert aux peupliers et au saule

Œuvres au Musée d'Orsay
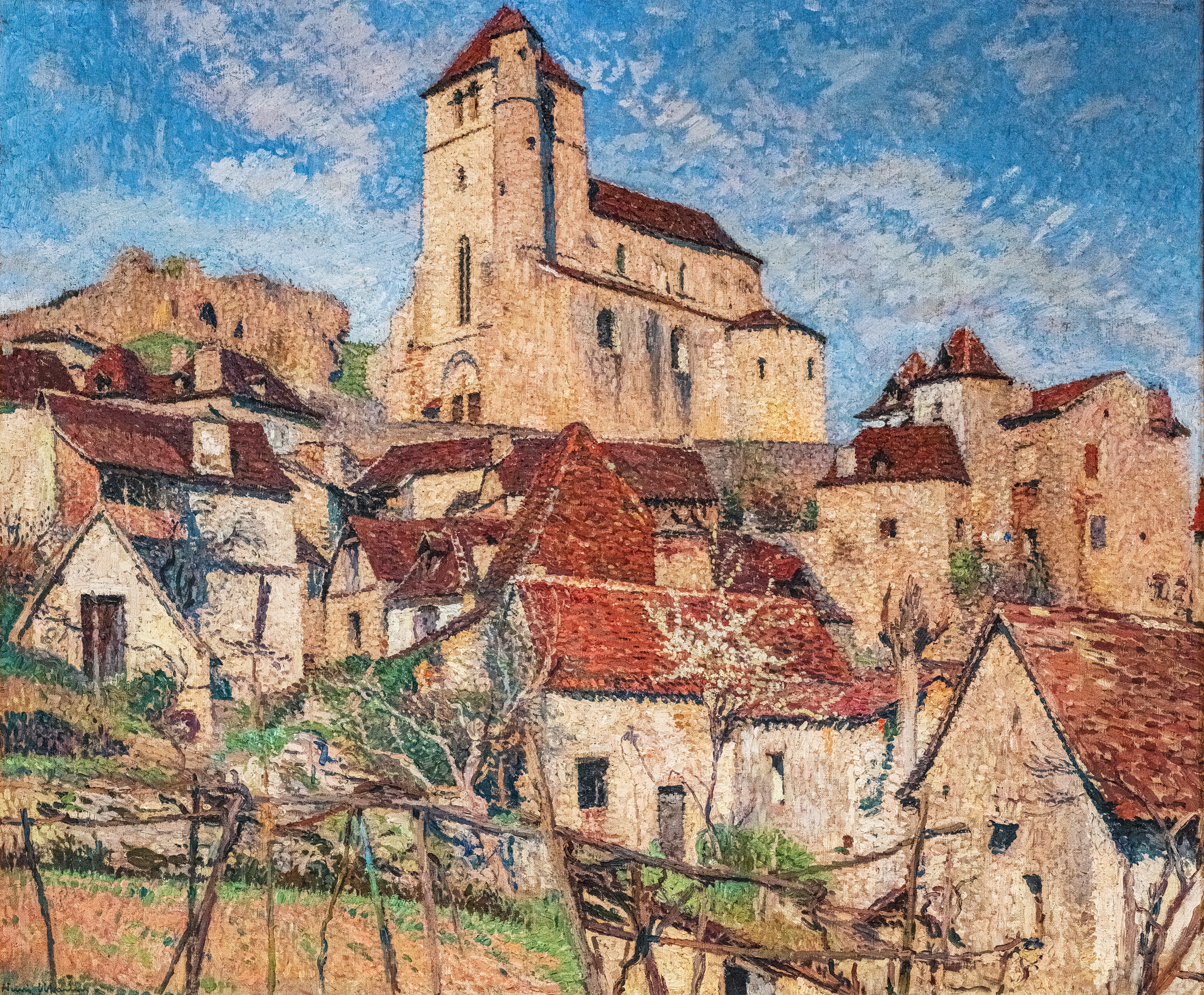
Les Toits, Saint-Cirq-Lapopie
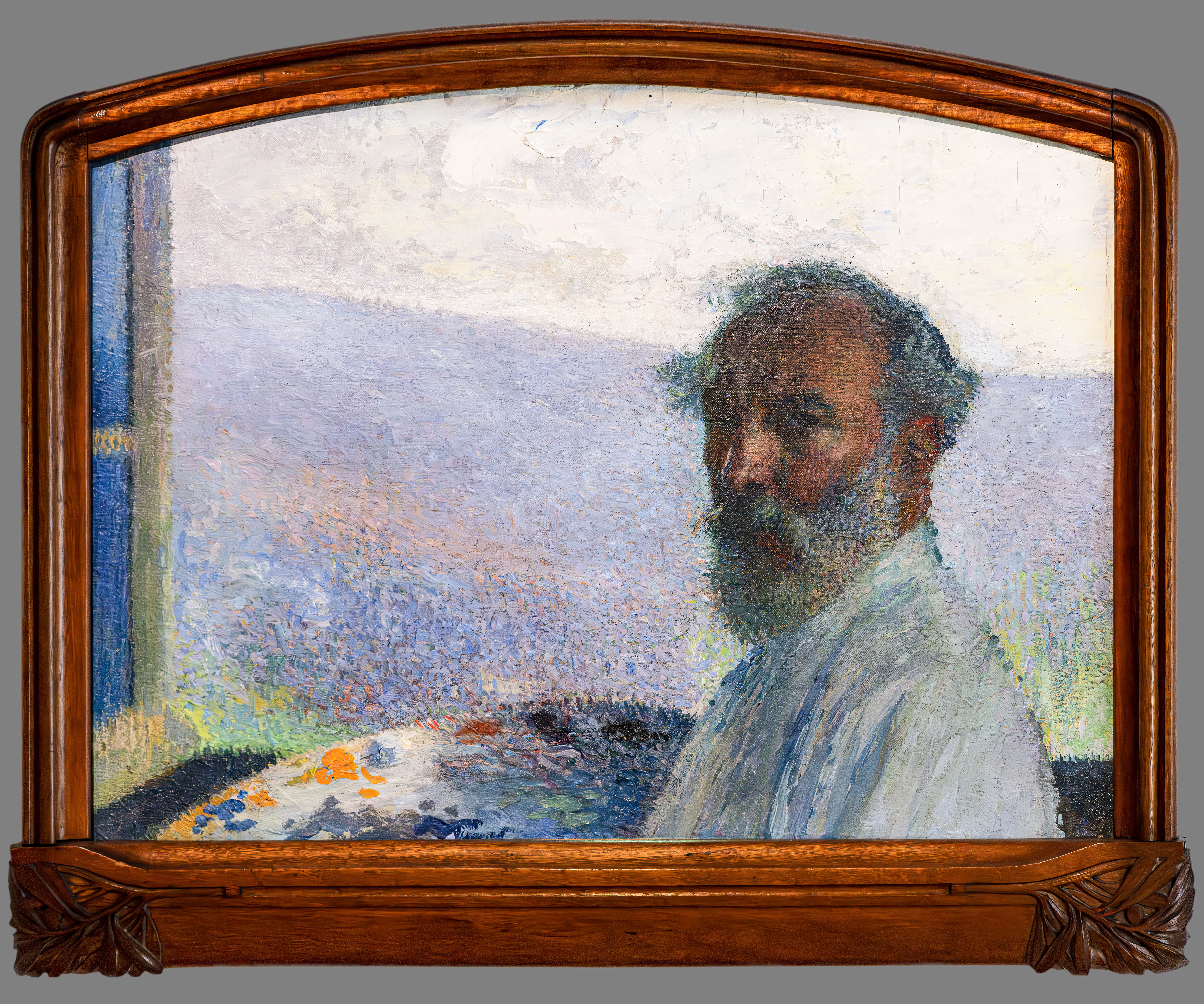
Autoportrait, 1912

#### Paris,Petit Palais
- Groupe des amoureux, 1932-1935.

#### Musée des Augustins de Toulouse
- Beauté
- Portrait de Madame Sans
- Étude pour les bords de la Garonne
- L'Homme entre le vice et la vertu
- La Fête de la Fédération au Champ de Mars le 14 juillet 1790
- Le Poète
- L'Église de Labastide-du-Vert

Œuvres au musée des Augustins de Toulouse
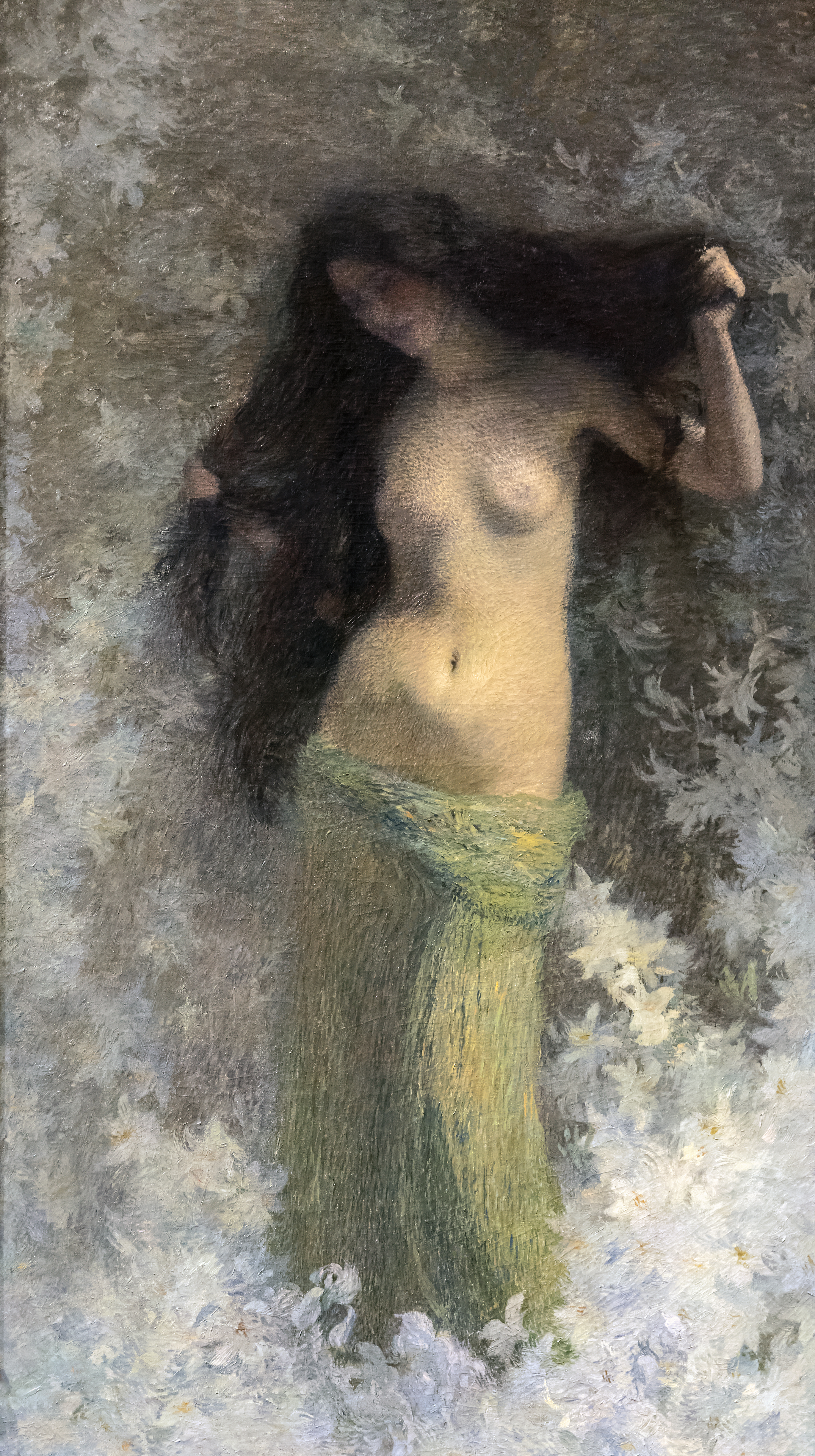
Beauté.
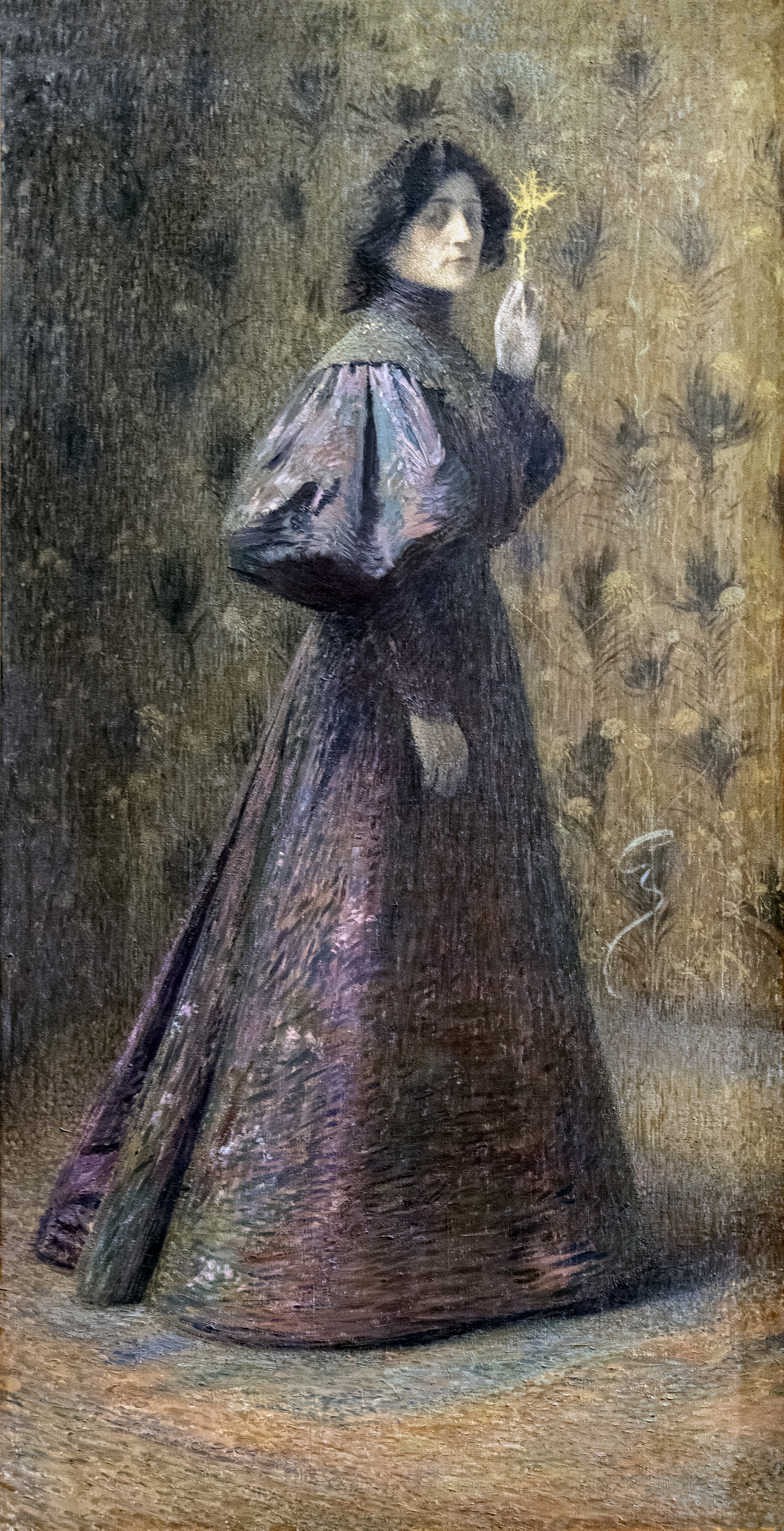
Portrait de Madame Sans.
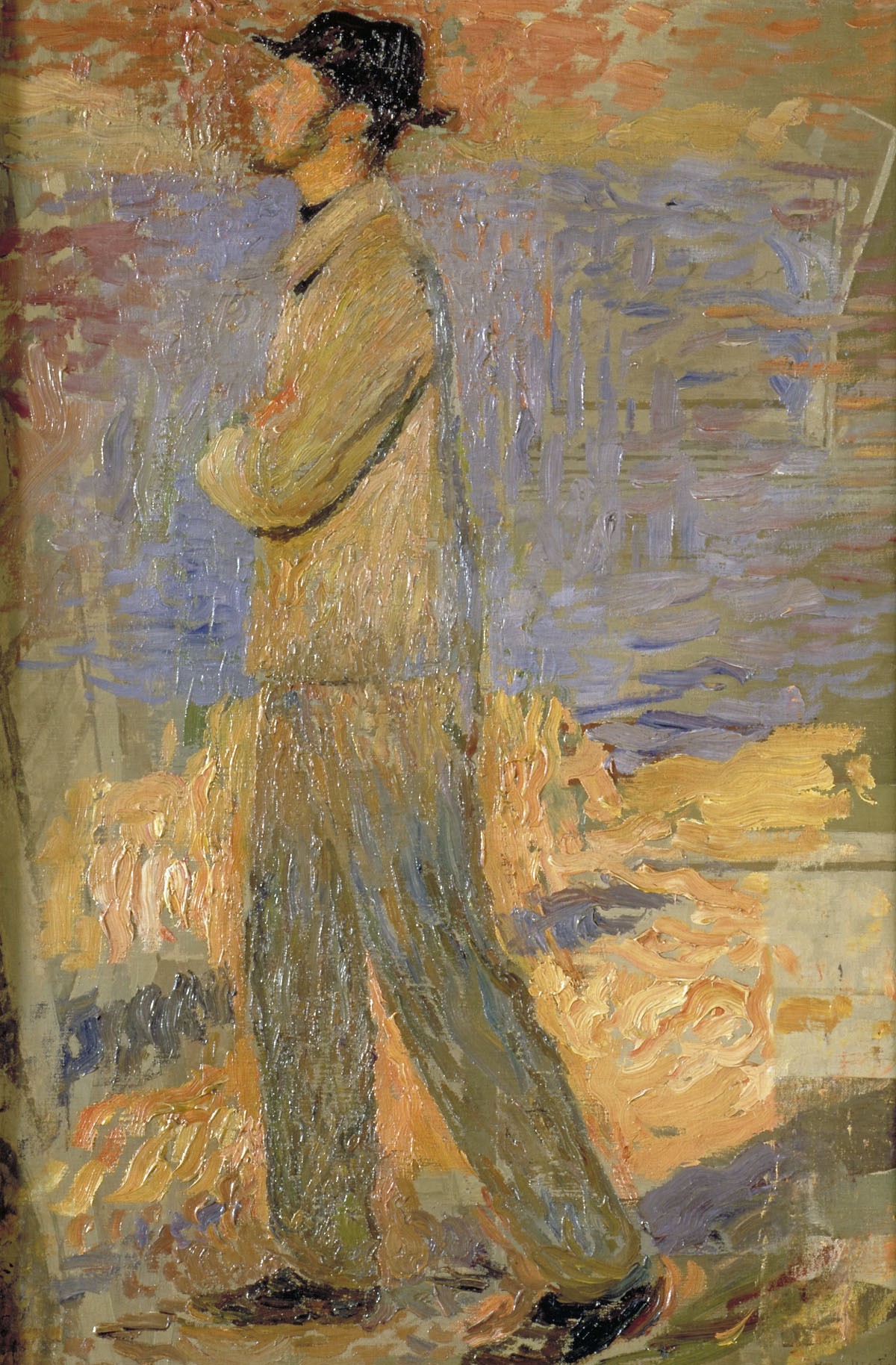
Étude pour les bords de la Garonne.
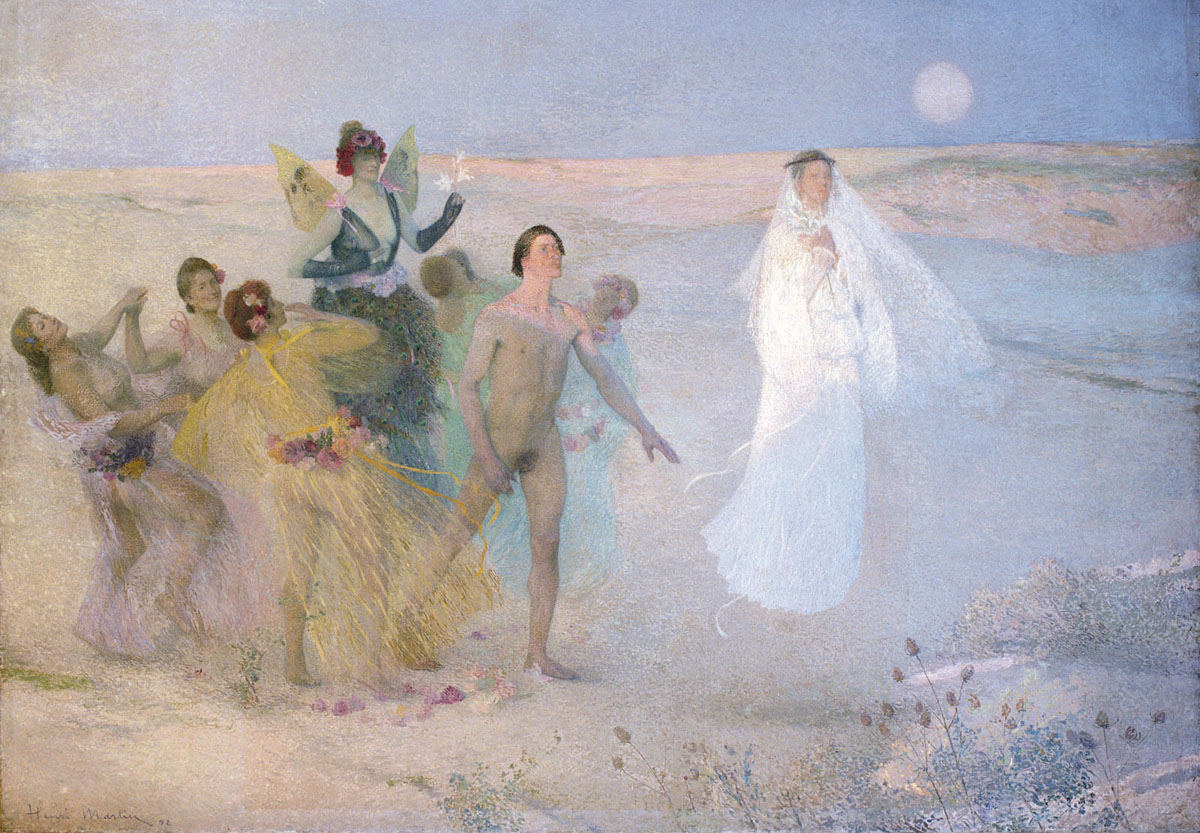
L'Homme entre le Vice et la Vertu.
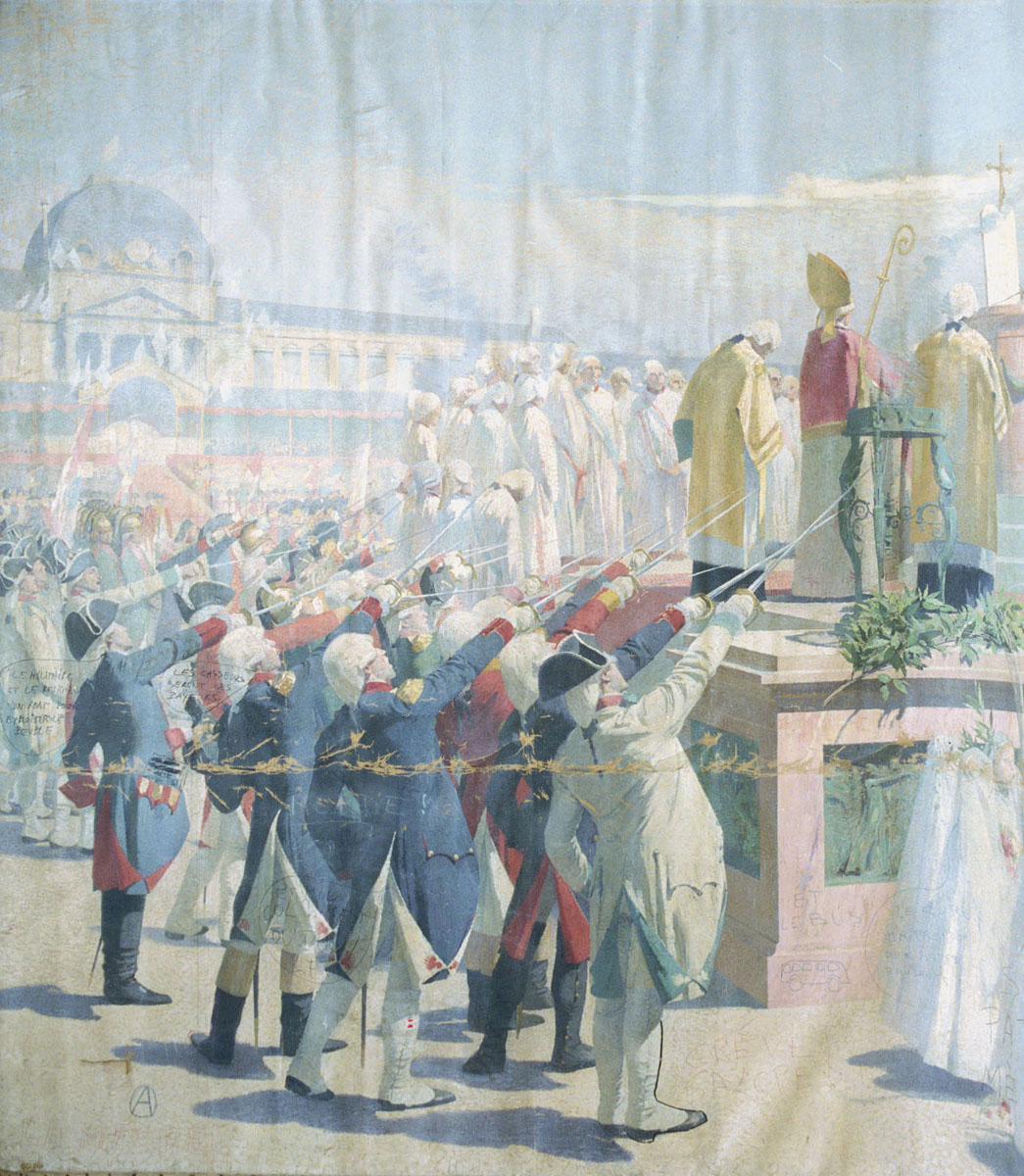
La Fête de la Fédération au Champ de Mars le 14 juillet 1790.
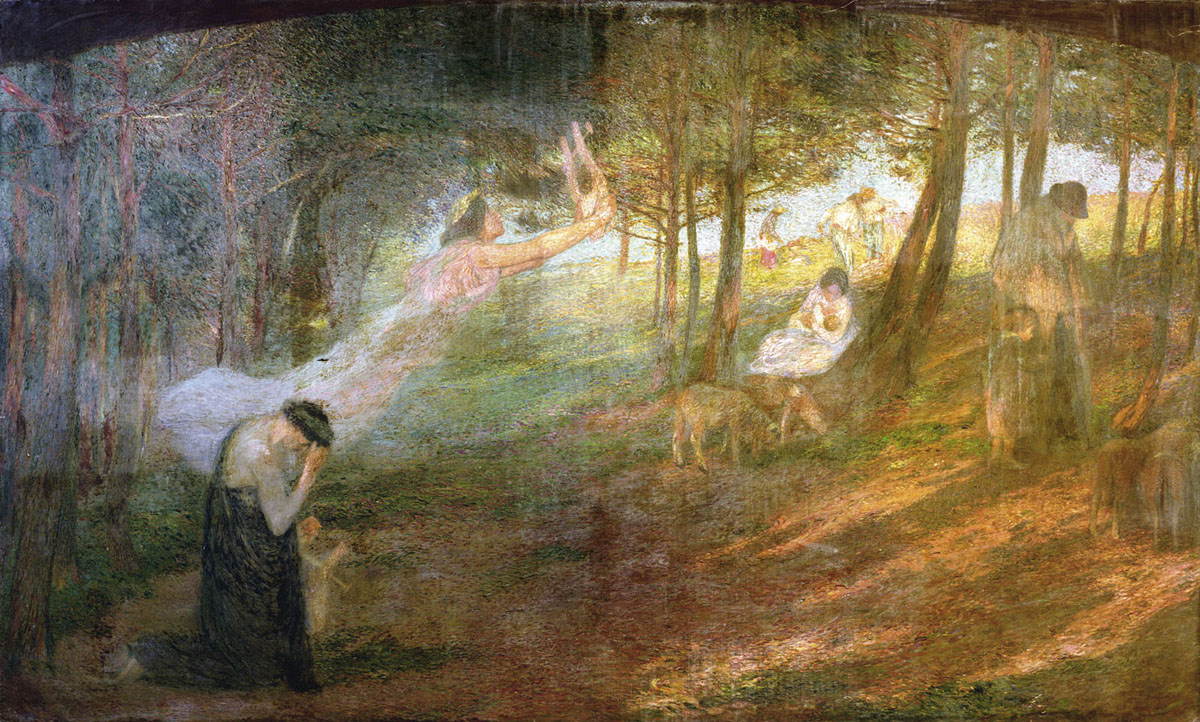
Le Poète.
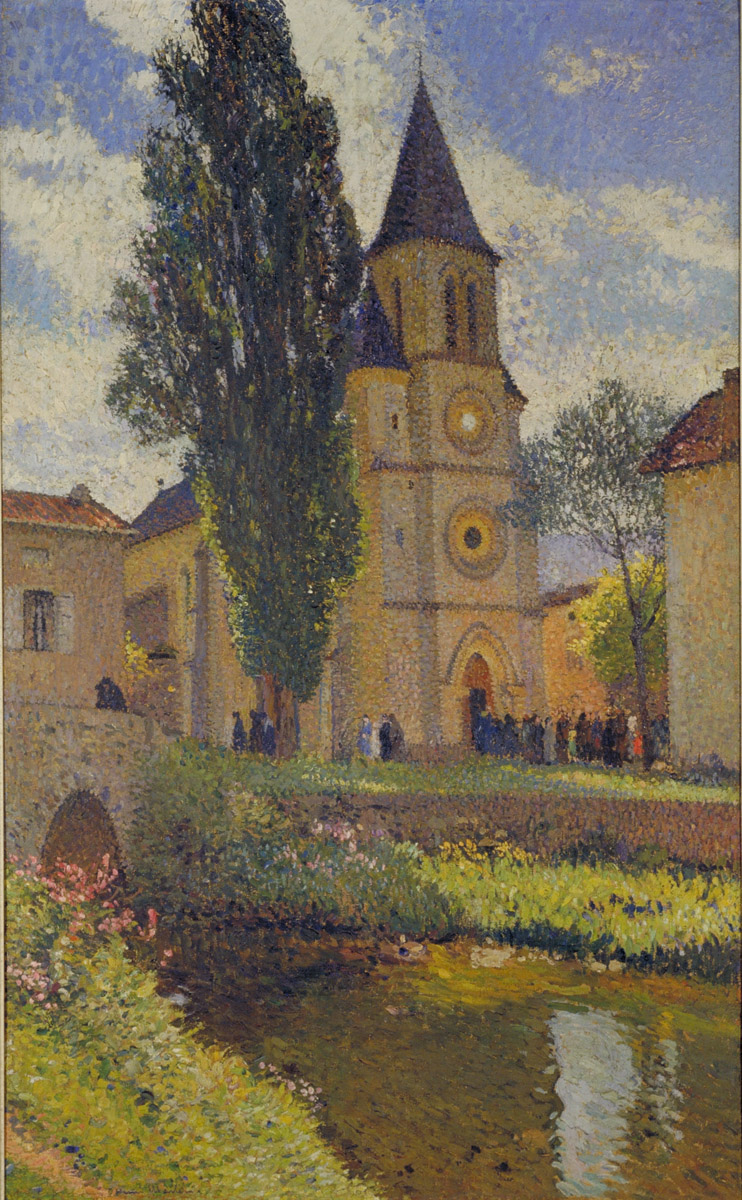
L'Église de Labastide du Vert.

#### Capitole de Toulouse

Œuvres au Capitole de Toulouse
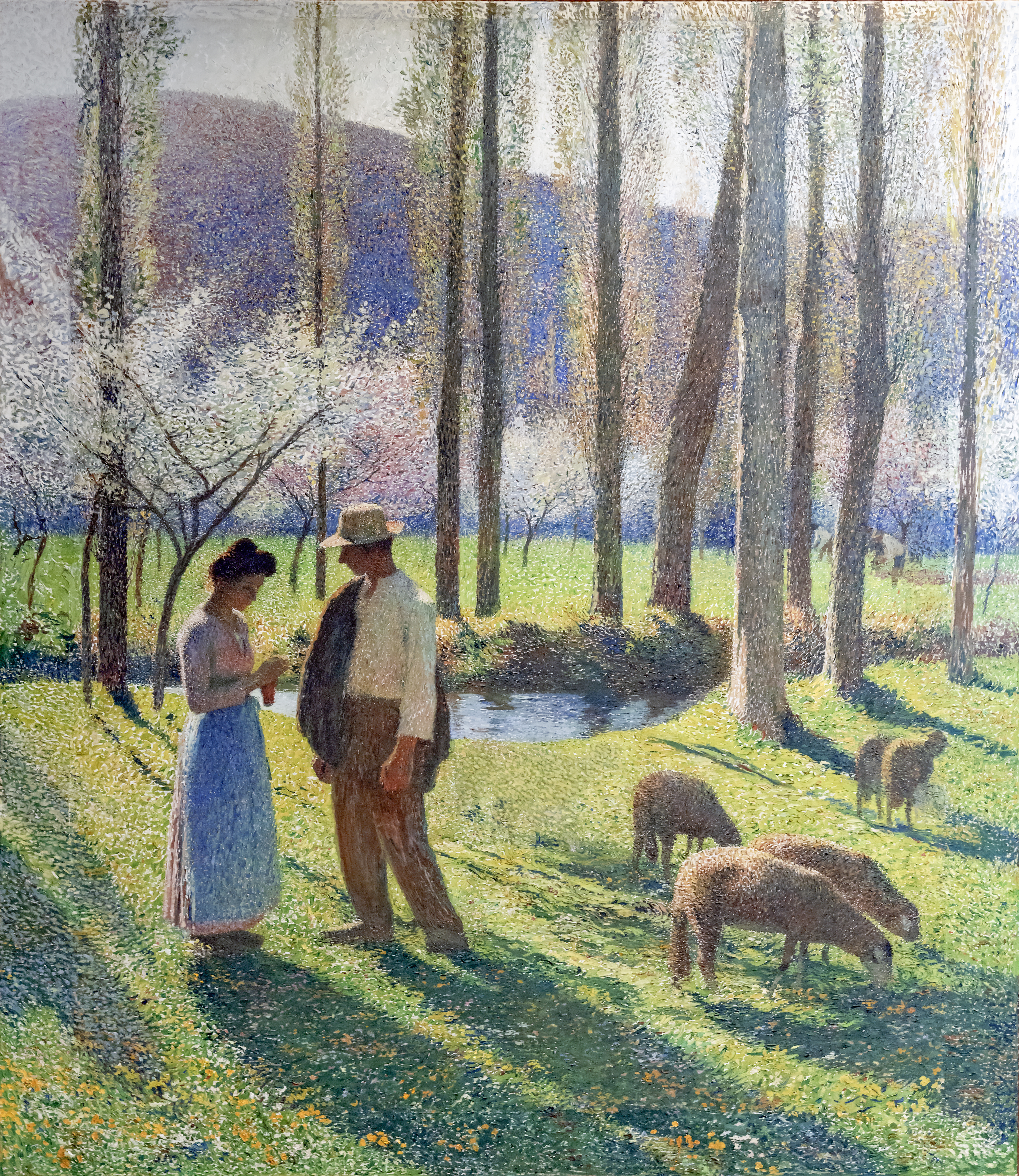
Le printemps
L'été
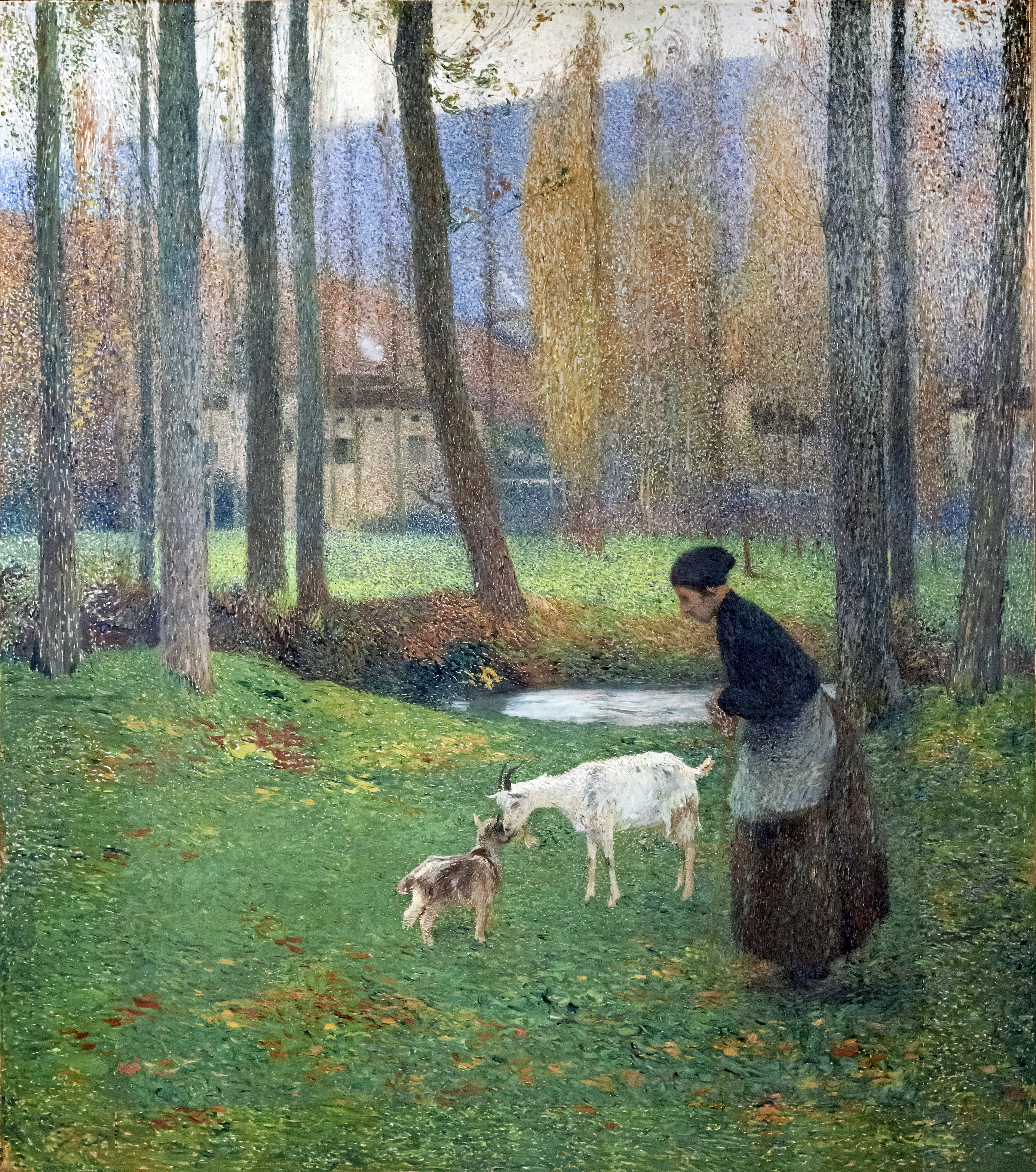
L'automne

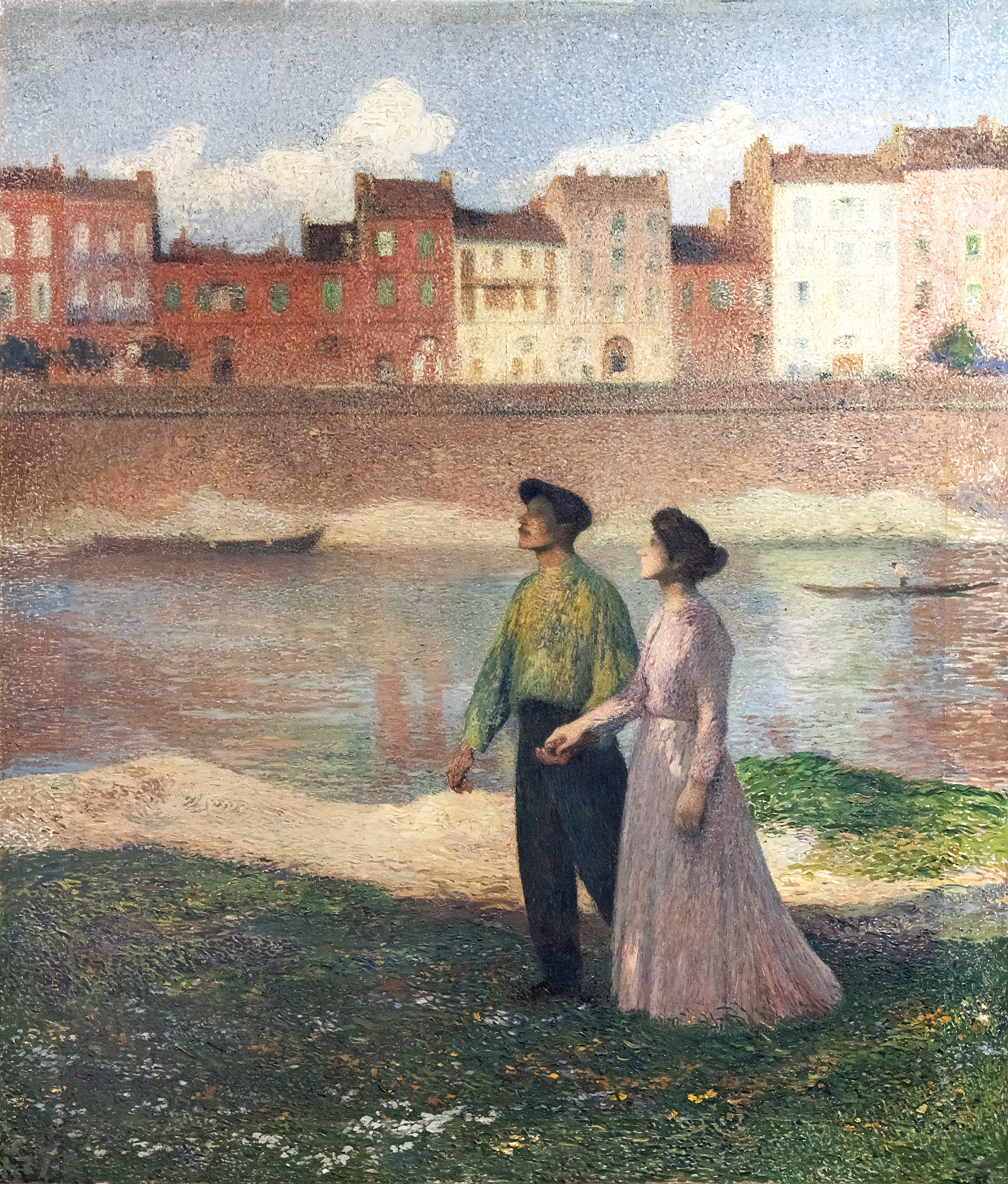
Les Bords de la Garonne, les amoureux
Les Bords de la Garonne, Les Rêveurs
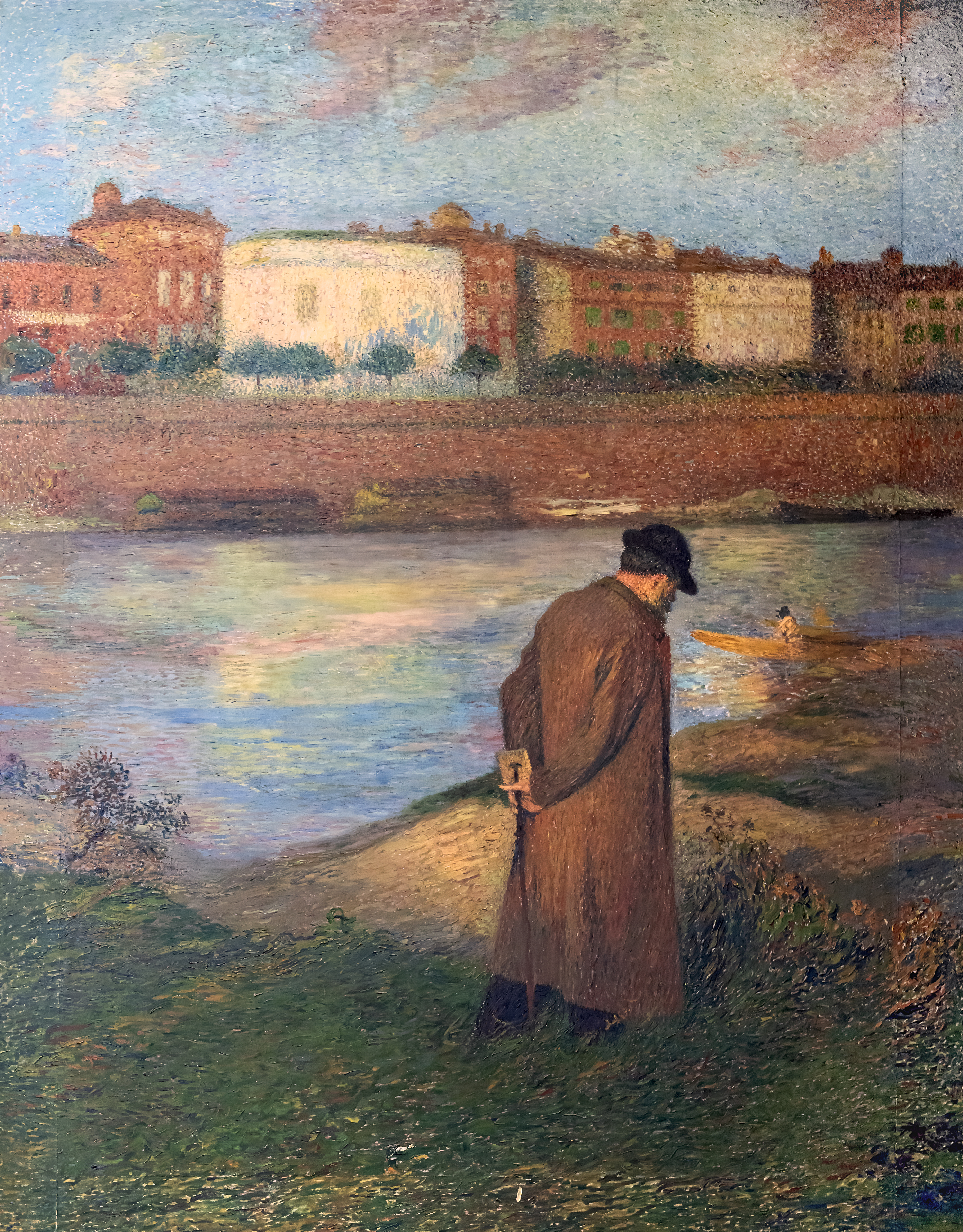
Les Bords de la Garonne, le poète

Les Poëtes du Gay Savoir (1893)
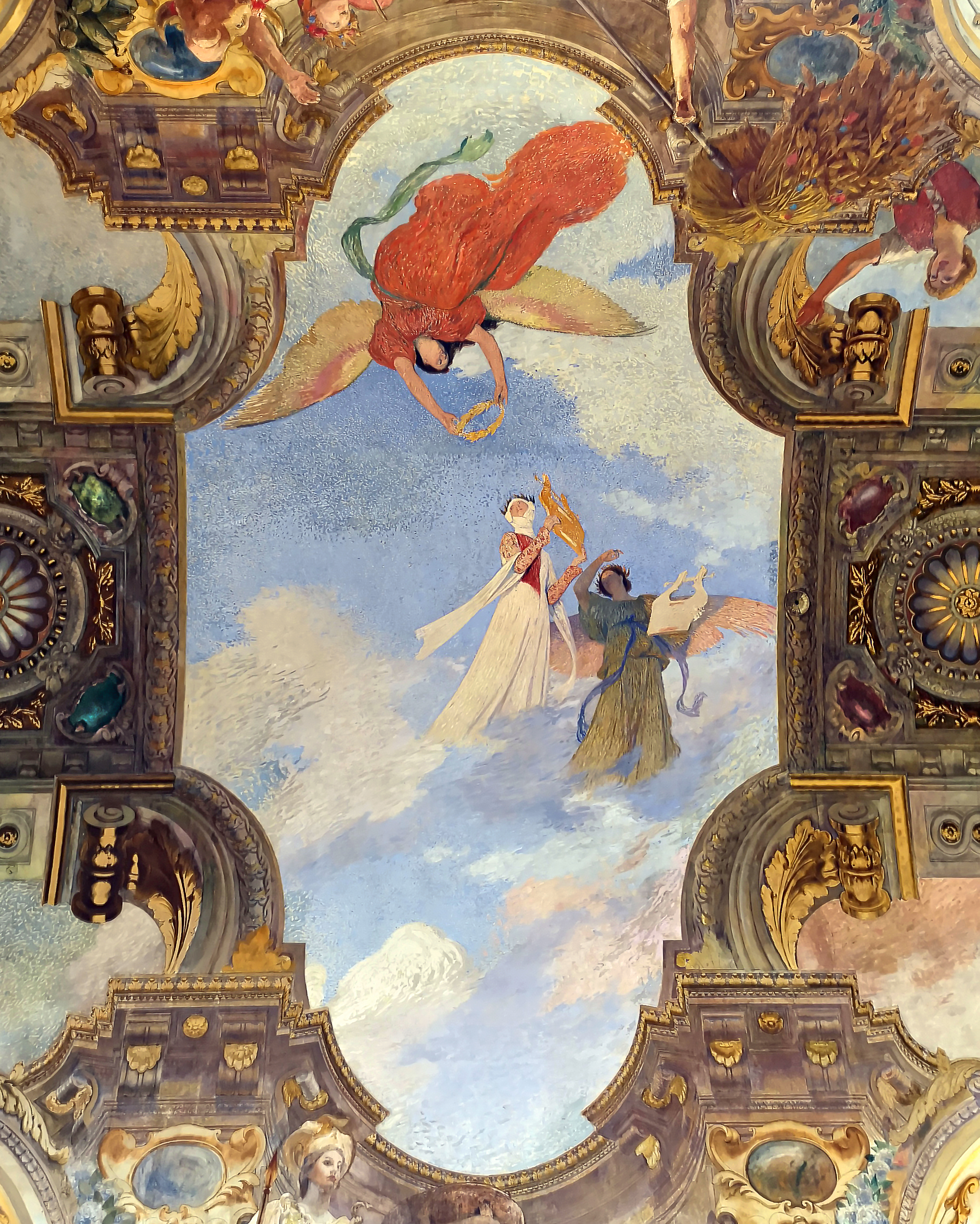
L'Apothéose de Clémence Isaure (1897)

#### Musée des Beaux-Arts de Carcassonne
- La Douleur (avant 1894)
- Paysage du Lauragais (1891)
- Autoportrait en Saint Jean-Baptiste (1883)
- Paolo Malatesta et Francesca da Rimini aux enfers (1883)
- Portrait d'Albert Sarraut (1897 - 1898)

Œuvres au Musée des beaux-arts de Carcassonne
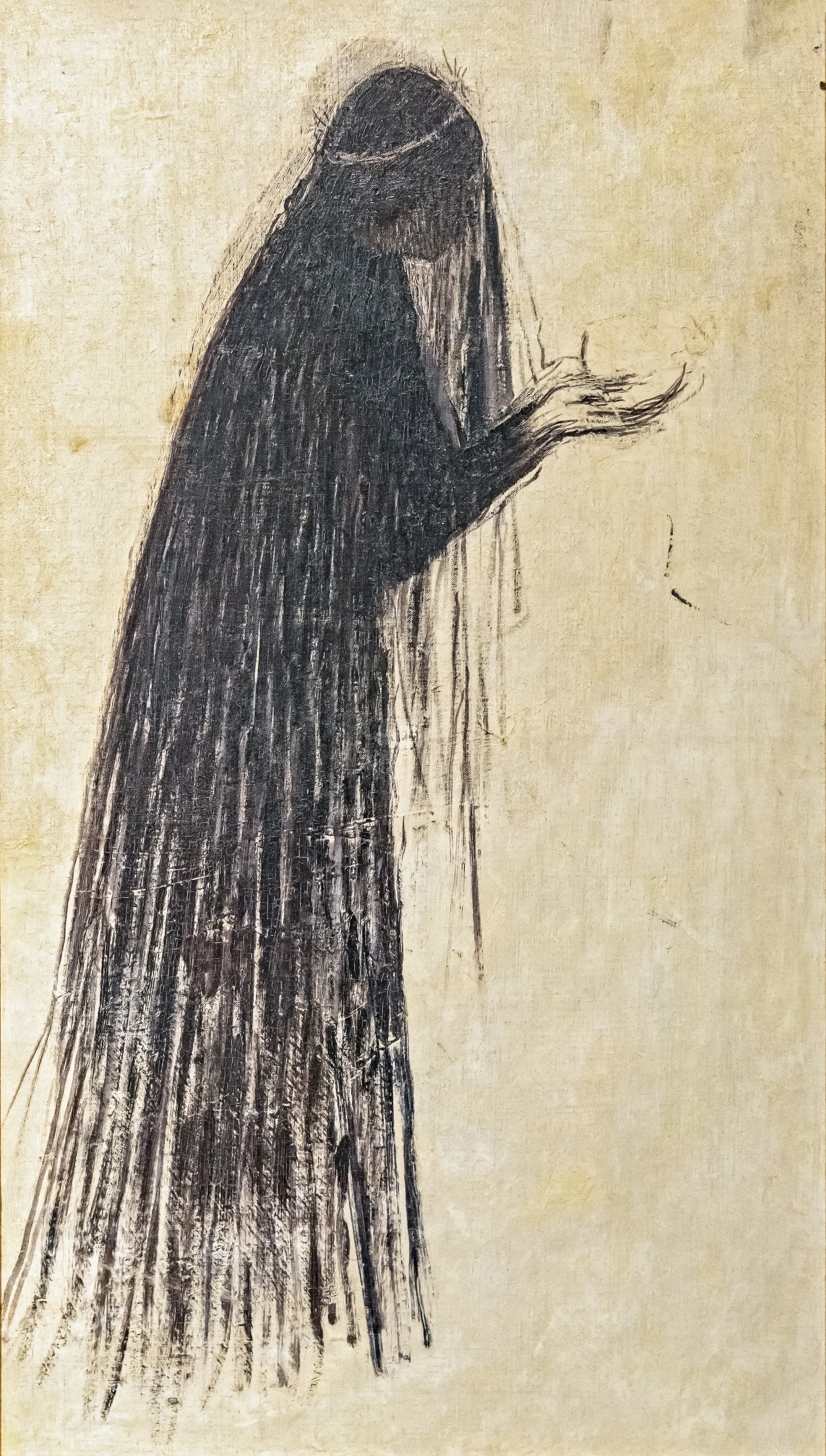
La Douleur (avant 1894)
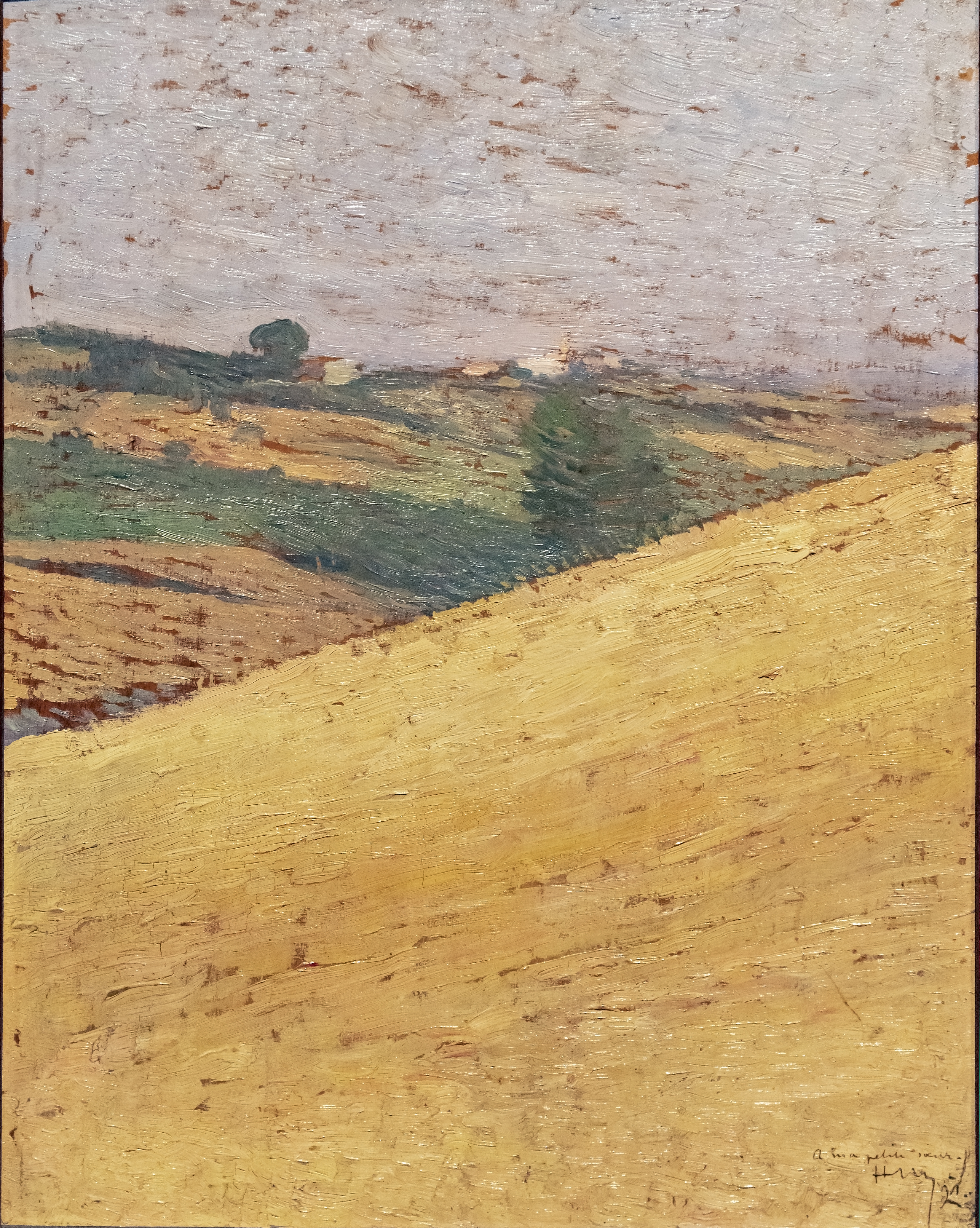
Paysage du Lauragais (1891)
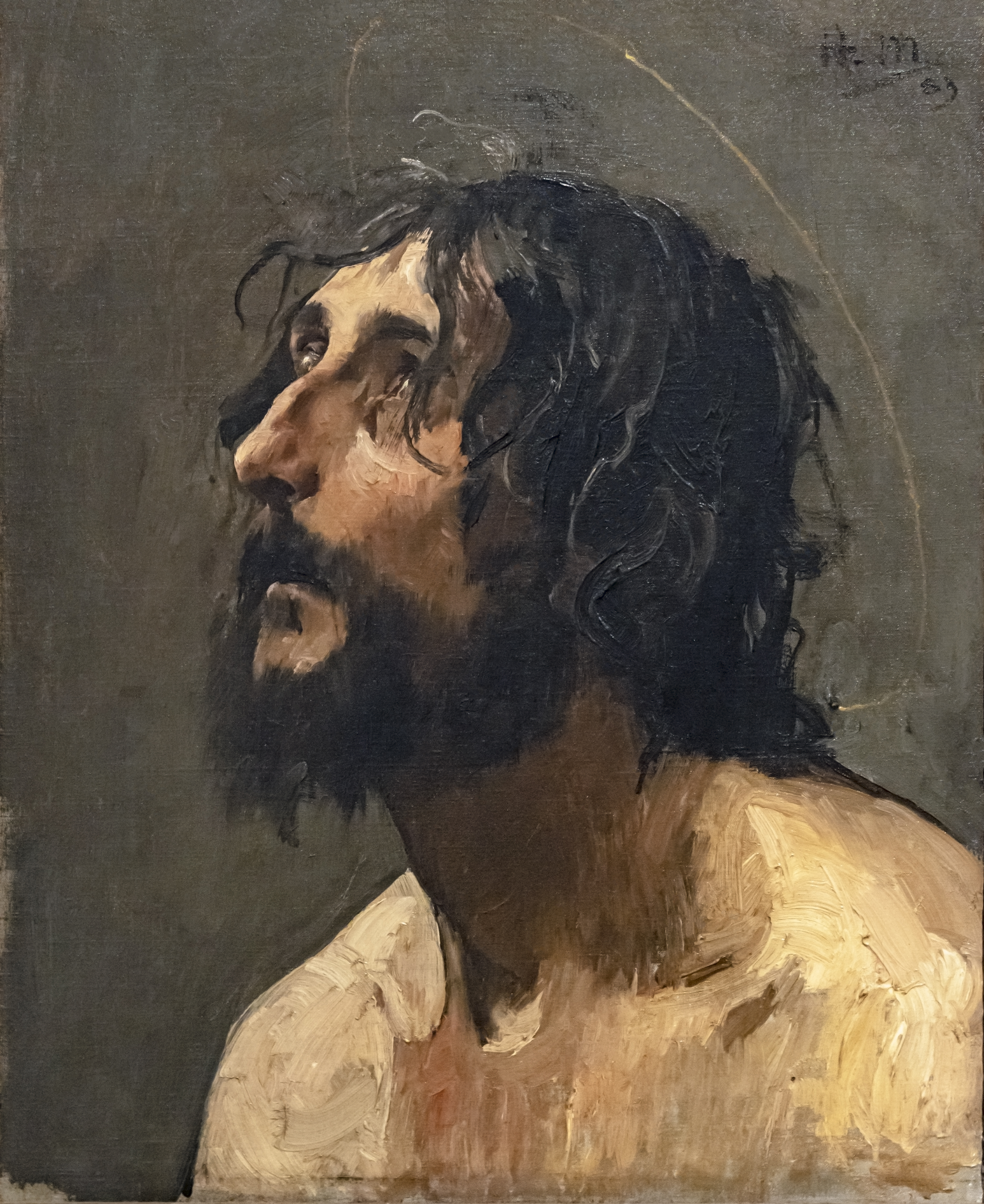
Autoportrait en Saint Jean-Baptiste (1883).
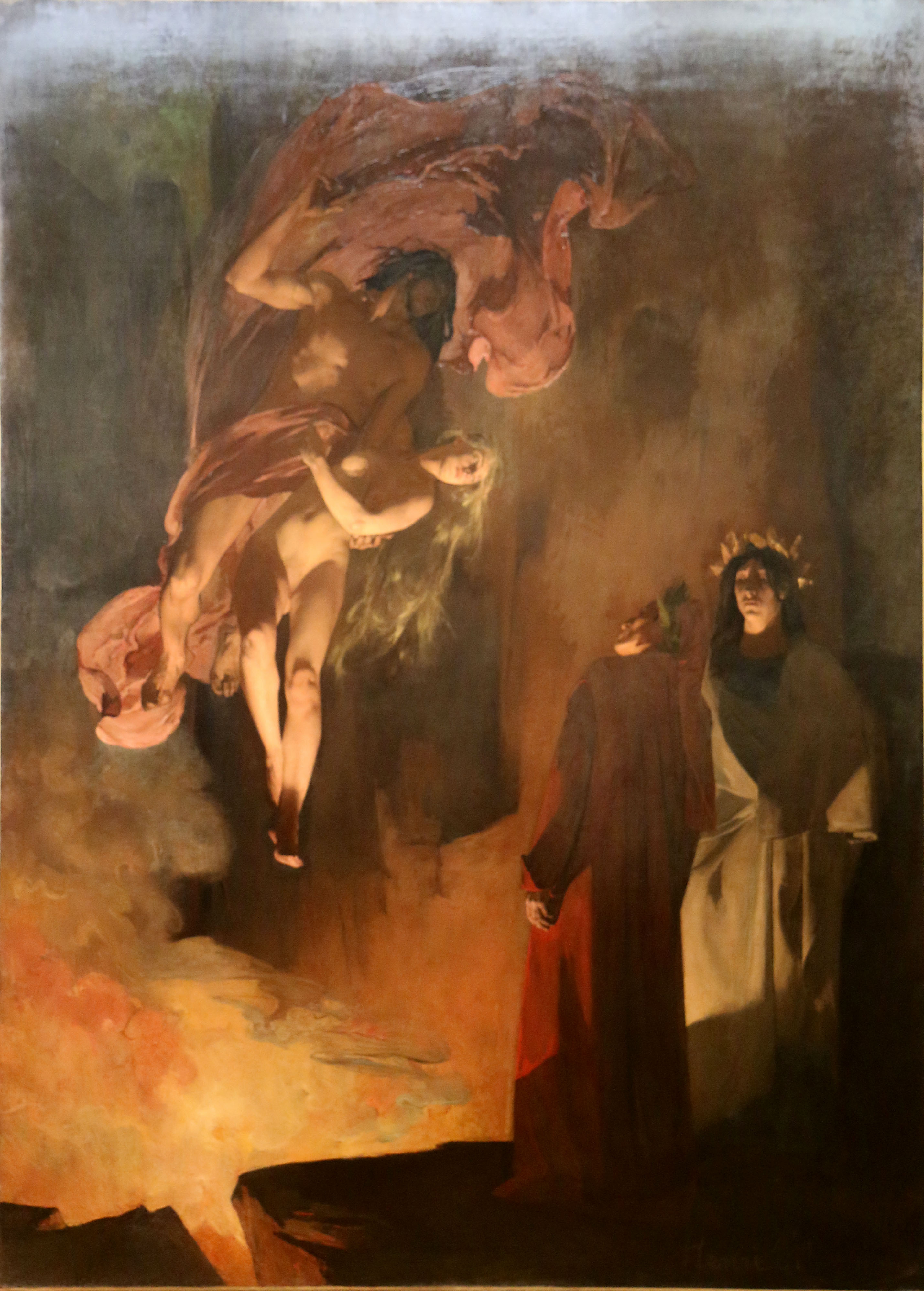
Paolo Malatesta et Francesca da Rimini aux enfers.
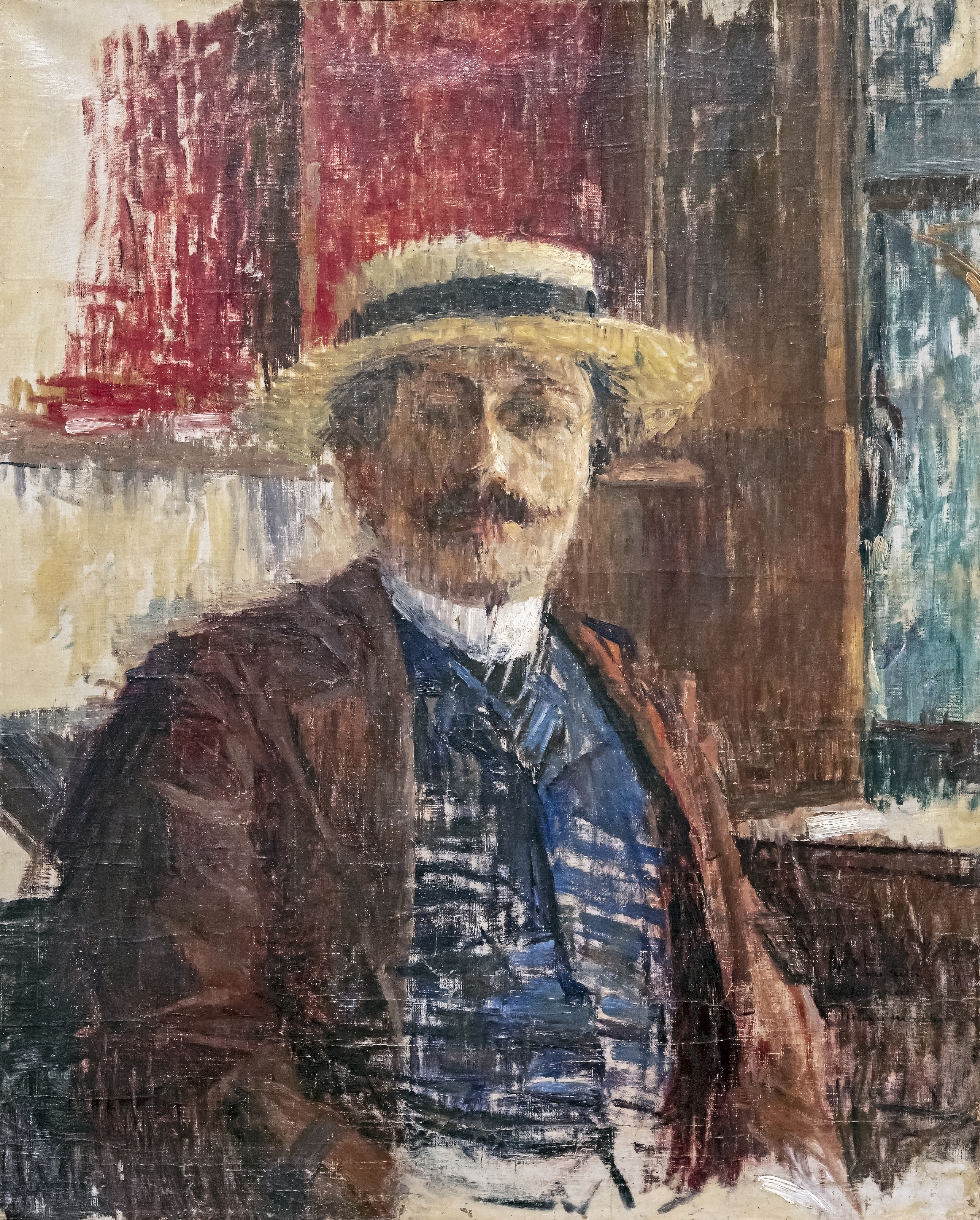
Portrait d'Albert Sarraut (1897 - 1898)

#### Musée des Beaux-Arts de Reims
- Marine par temps gris, avant 1903
- La vallée du Vert au crépuscule, avant 1904
- Jeune fille assise, avant 1904
- Devant de porte ensoleillé, avant 1904
- Jeune femme, avant 1904
- La Vieille maison aux derniers rayons, avant 1904
- Les Chaumières au soir

- Œuvres au musée des beaux-arts de Reims<ref>« Les oeuvres en ligne », sur Portail officiel des Musées de Reims, 17 juillet 2017 (consulté le 27 février 2024)</ref>
- La Vallée du vert.
- Jeune Fille assise.
- Devant de porte ensoleillé.
- Jeune femme.
- Les Chaumières au soir
- Marine par temps gris
- la Vieille maison aux derniers rayons

#### Autres collections publiques
- Albi, Musée Toulouse-Lautrec Portrait de Jean Jaurès ; Portrait de Louis Jaurès ; Barques de pêche à Collioure
- Béziers, Musée des Beaux-Arts de Béziers :
  - Tête de femme, huile sur toile.
  - Profil perdu ou Tête d'enfant au profil perdu, huile sur isorel.
  - Maison du Lot au crépuscule, huile sur toile.
- Beauvais, musée départemental de l'Oise : Déjeuner champêtre, 1911.
- Brest, musée des Beaux-Arts de Brest[61] : 
  - Jeune sainte, 1891, huile sur toile, 65,4 × 49,3 cm;
  - L'été, huile sur toile, 60,2 × 160 cm.
- Dijon, musée des Beaux-Arts : 
  - Amour dit Orphée, vers 1894, huile sur toile, 54,2 × 64 cm
  - Le vase de fleurs, huile sur toile.
- Gand, musée des Beaux-Arts : Vue de Labastide-du-Vert, 1910.
- Genève, Petit Palais : La Pergola.
- Granville, musée d'Art moderne Richard Anacréon : Paysage, non daté, huile sur toile, 54 × 73 cm[62].
- Gray (Haute-Saône), musée Baron-Martin :
  - L'apparition (1895), huile sur toile, 75 × 45 cm ;
  - Le silence, lithographie, 49 × 32 cm.
- Lille, palais des Beaux-Arts : Dans le jardin.
- Marseille, hôtel central de la Caisse d’épargne Provence-Alpes-Corse : L’Aube ou l’Enfance, Le Midi ou la Force de l’âge, Le Soir ou la Vieillesse, 1904.
- Montpellier, musée Fabre: La Vieille maison, 1904
- Orléans, musée des Beaux-Arts : 
  - Jeune fille au chapeau, étude pour Le Travail de la terre (décors du Conseil d’État), 1916-1920, fusain sur papier, 94,5 x 55,5 cm[63].
- Paris :
  - La Sorbonne : Le Crépuscule, L'Étude.
  - mairie du 6e arrondissement : Hommage au travail, 1914, dans la cage de l'escalier d'honneur depuis 1920[64].
  - mairie du 10e arrondissement : La Famille, salle des mariages.
  - Palais-Royal, salle de l'Assemblée générale du Conseil d'État : peintures commandées en 1914 sur le thème La France présentée au Conseil d'État. Elles représentent l'Agriculture, avec une moisson dans le Lauragais, l'Industrie ou les Travaux publics, avec des travaux sur le place de la Concorde, le Commerce, avec le Vieux-Port de Marseille, le Travail intellectuel, avec un homme marchant dans une forêt[65].
  - Ecole Supérieure de Physique et de Chimie Industrielles de la Ville de Paris (ESPCI). Portrait de Paul Schützenberger
- Saint-Quentin, musée Antoine Lécuyer : Les Dévideuses, 1912.
- Toulouse
  - Musée Paul-Dupuy : dessins dont  Étude pour la figure d’Édouard Pelletan.
  - Musée du Vieux Toulouse : Portrait de Mme Myriam Rocher  1905

Œuvres au musée des beaux-arts de Reims : - Jeune sainte, 1891, huile sur toile, ; - L'été, huile sur toile,. - Dijon, musée des Beaux-Arts : - Amour dit Orphée, vers 1894, huile sur toile, - Le vase de fleurs, huile sur toile. - Gand, musée des Beaux-Arts : Vue de Labastide-du-Vert, 1910. - Genève, Petit Palais : La Pergola. - Granville, musée d'Art moderne Richard Anacréon : Paysage, non daté, huile sur toile,. - Gray (Haute-Saône), musée Baron-Martin : - L'apparition (1895), huile sur toile, ; - Le silence, lithographie,. - Lille, palais des Beaux-Arts : Dans le jardin. - Marseille, hôtel central de la Caisse d’épargne Provence-Alpes-Corse : L’Aube ou l’Enfance, Le Midi ou la Force de l’âge, Le Soir ou la Vieillesse, 1904. - Montpellier, musée Fabre: La Vieille maison, 1904 - Orléans, musée des Beaux-Arts : - Jeune fille au chapeau, étude pour Le Travail de la terre (décors du Conseil d’État), 1916-1920, fusain sur papier, 94,5 x 55,5 cm. - Paris : - La Sorbonne : Le Crépuscule, L'Étude. - mairie du 6e arrondissement : Hommage au travail, 1914, dans la cage de l'escalier d'honneur depuis 1920. - mairie du 10e arrondissement : La Famille, salle des mariages. - Palais-Royal, salle de l'Assemblée générale du Conseil d'État : peintures commandées en 1914 sur le thème La France présentée au Conseil d'État. Elles représentent l'Agriculture, avec une moisson dans le Lauragais, l'Industrie ou les Travaux publics, avec des travaux sur le place de la Concorde, le Commerce, avec le Vieux-Port de Marseille, le Travail intellectuel, avec un homme marchant dans une forêt. - Ecole Supérieure de Physique et de Chimie Industrielles de la Ville de Paris (ESPCI). Portrait de Paul Schützenberger - Saint-Quentin, musée Antoine Lécuyer : Les Dévideuses, 1912. - Toulouse - Musée Paul-Dupuy : dessins dont Étude pour la figure d’Édouard Pelletan. - Musée du Vieux Toulouse : Portrait de Mme Myriam Rocher 1905 <gallery mode=
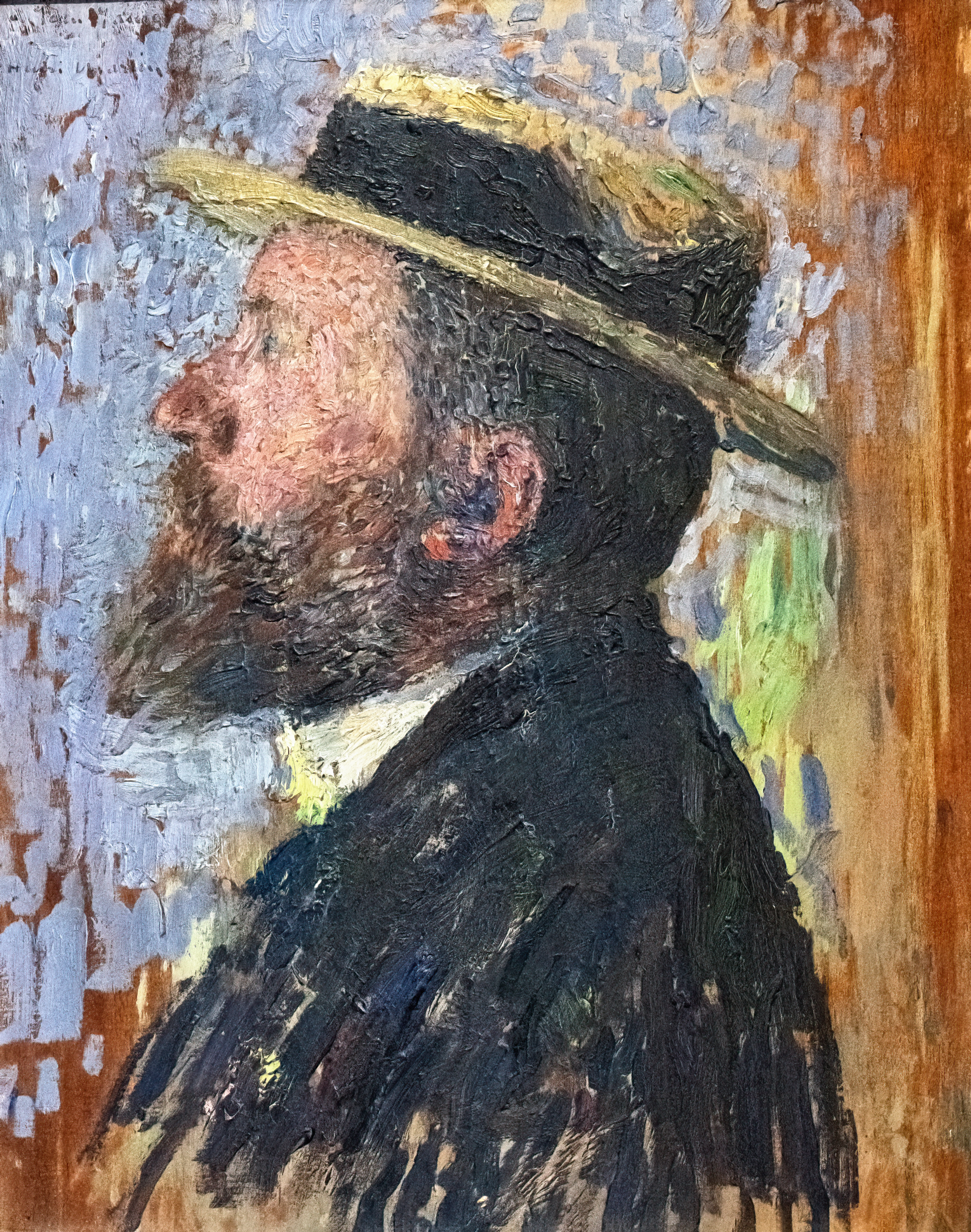
Portrait de Jean Jaurès 1905, musée Toulouse-Lautrec.
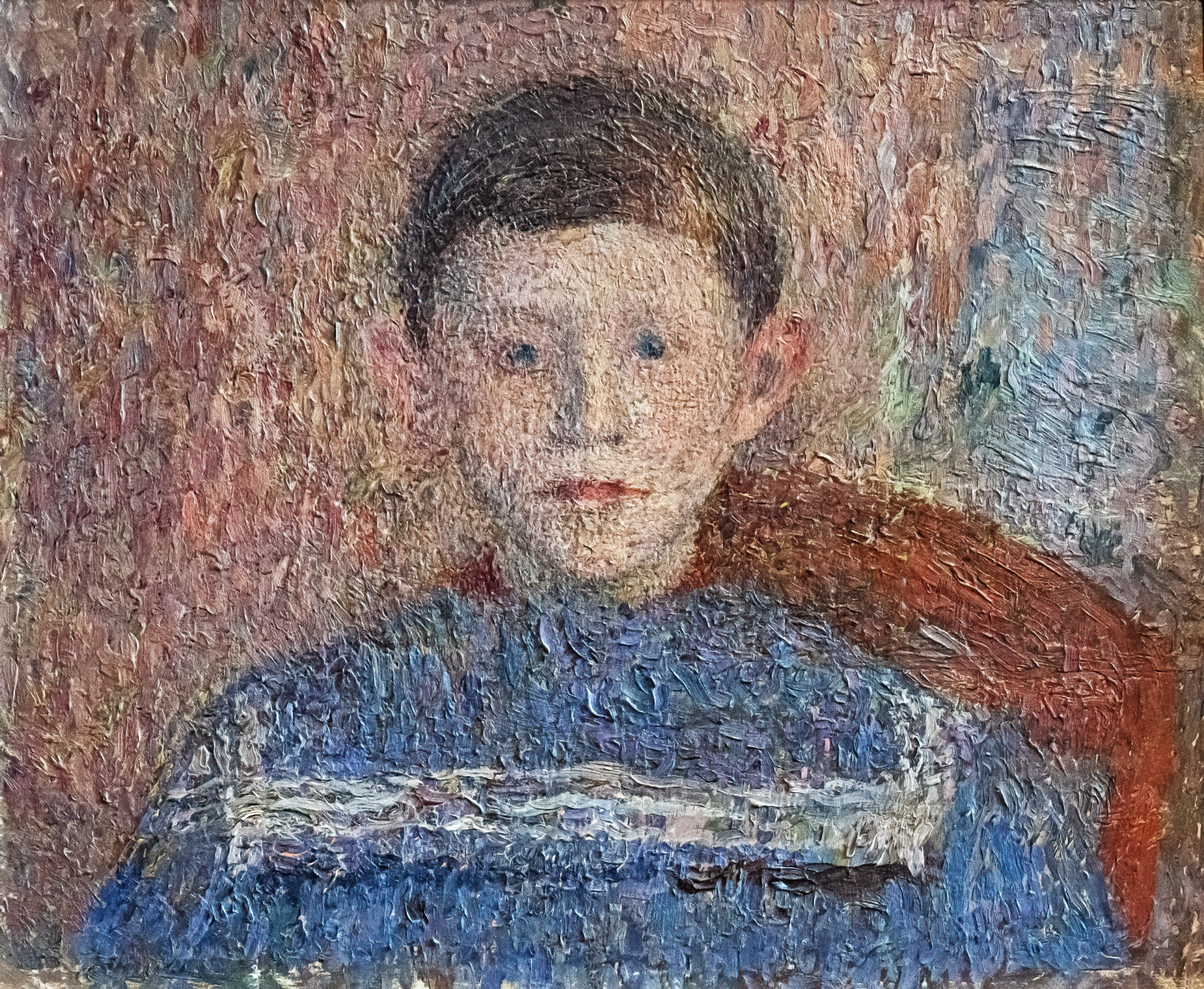
Portrait de Louis Jaurès 1905, musée Toulouse-Lautrec.
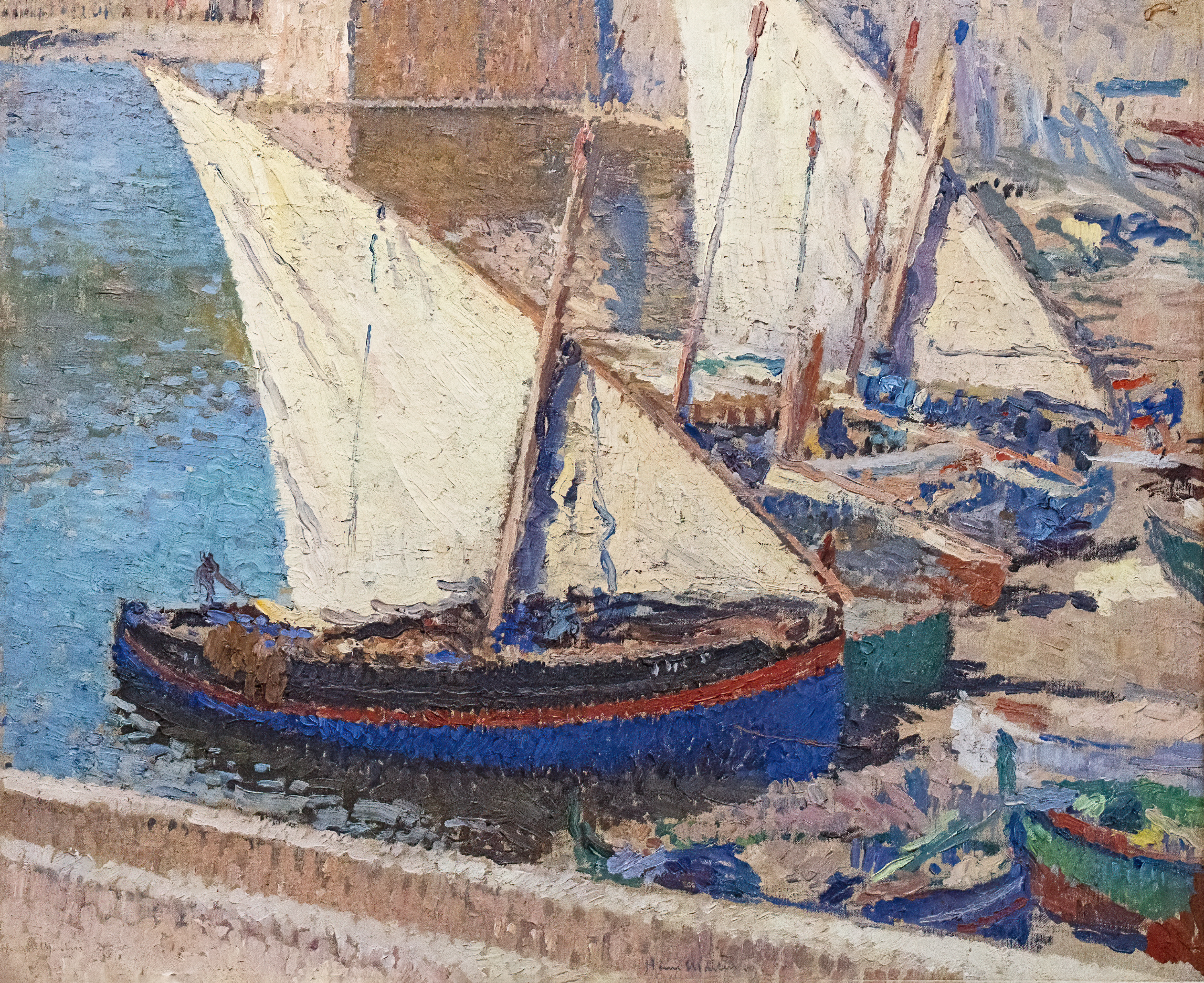
Barques de pêche à Collioure, musée Toulouse-Lautrec.
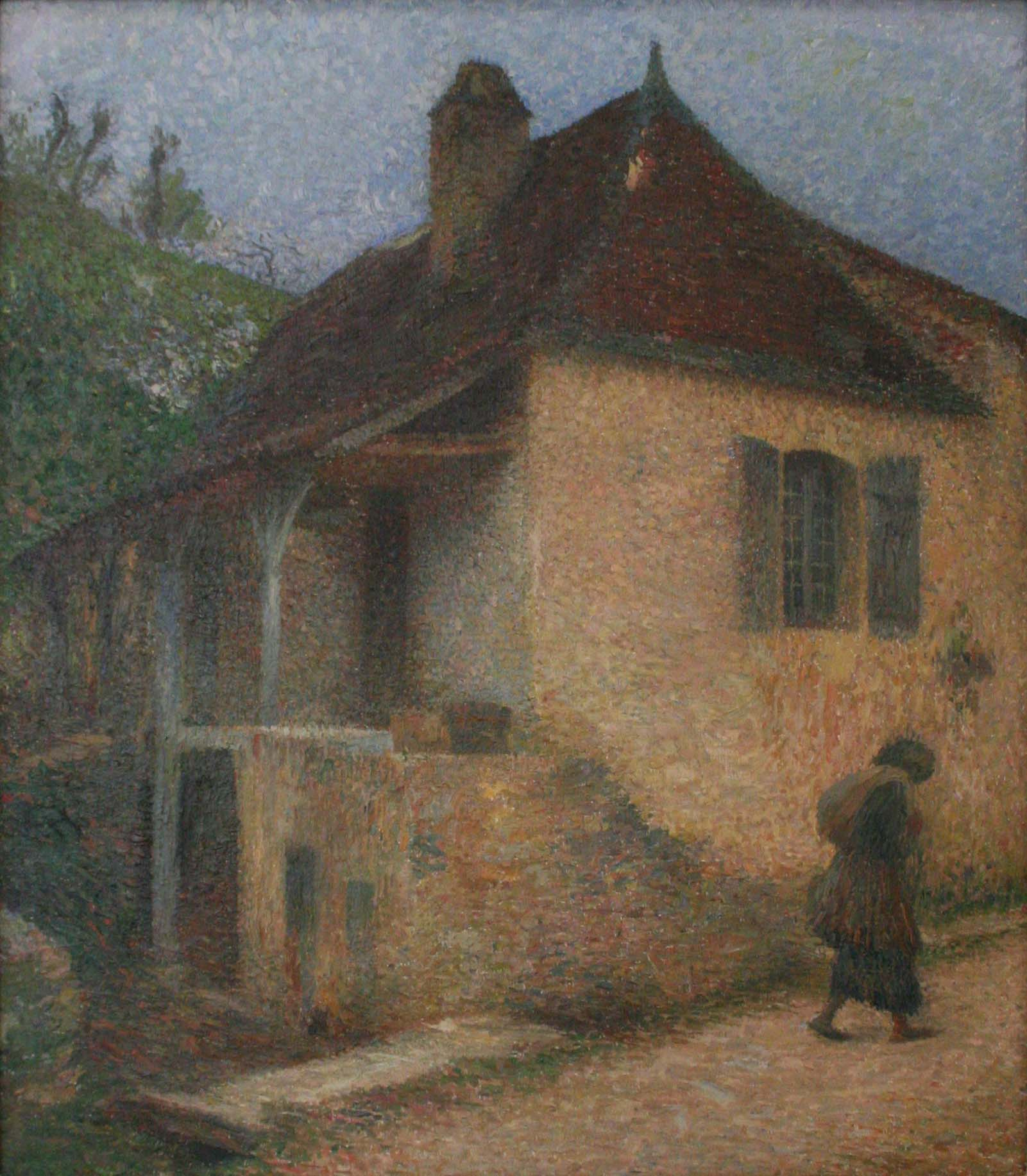
La Vieille maison (1904) musée Fabre à Montpellier
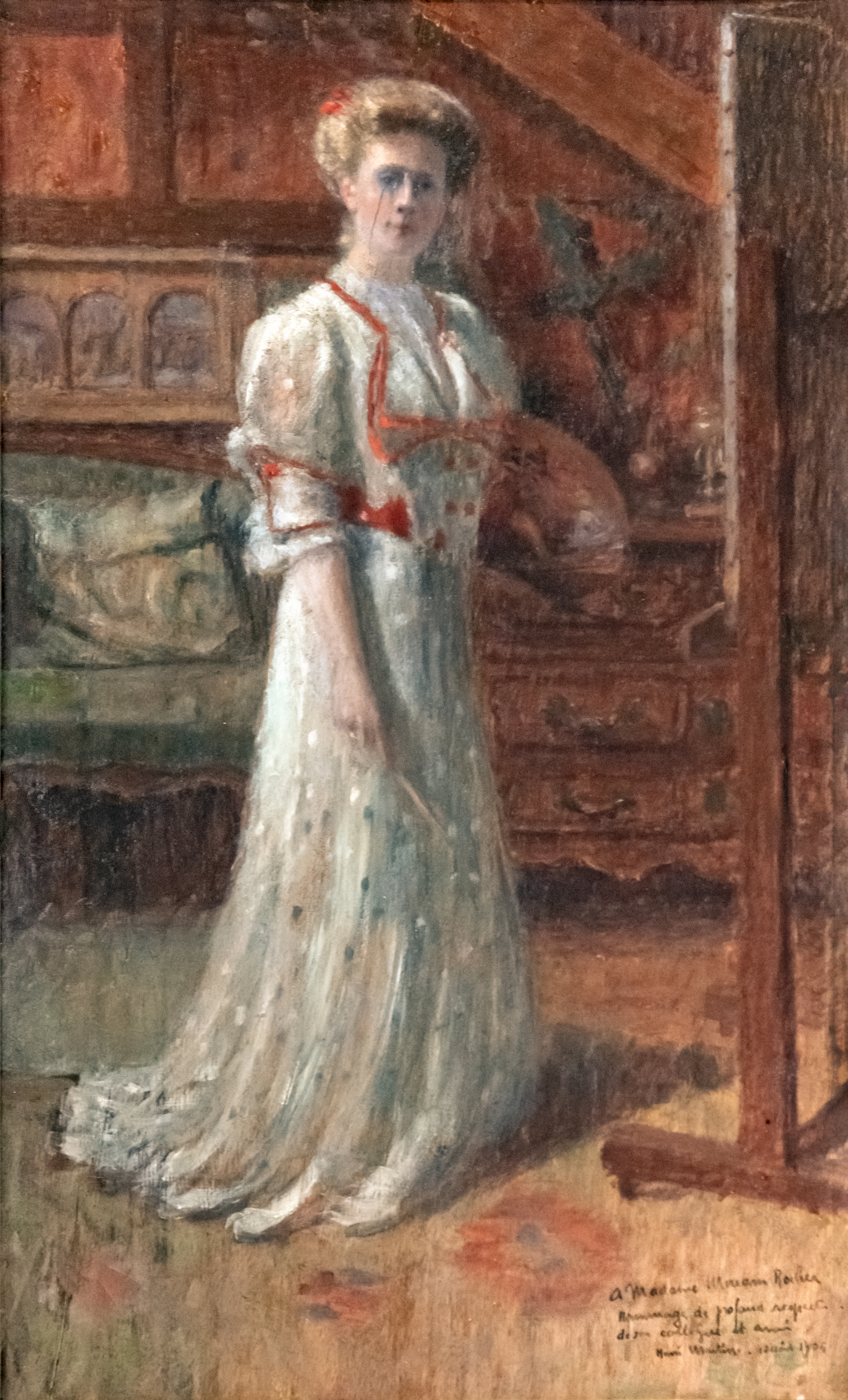
Portrait de Mme Myriam Rocher (1905), musée du Vieux Toulouse.
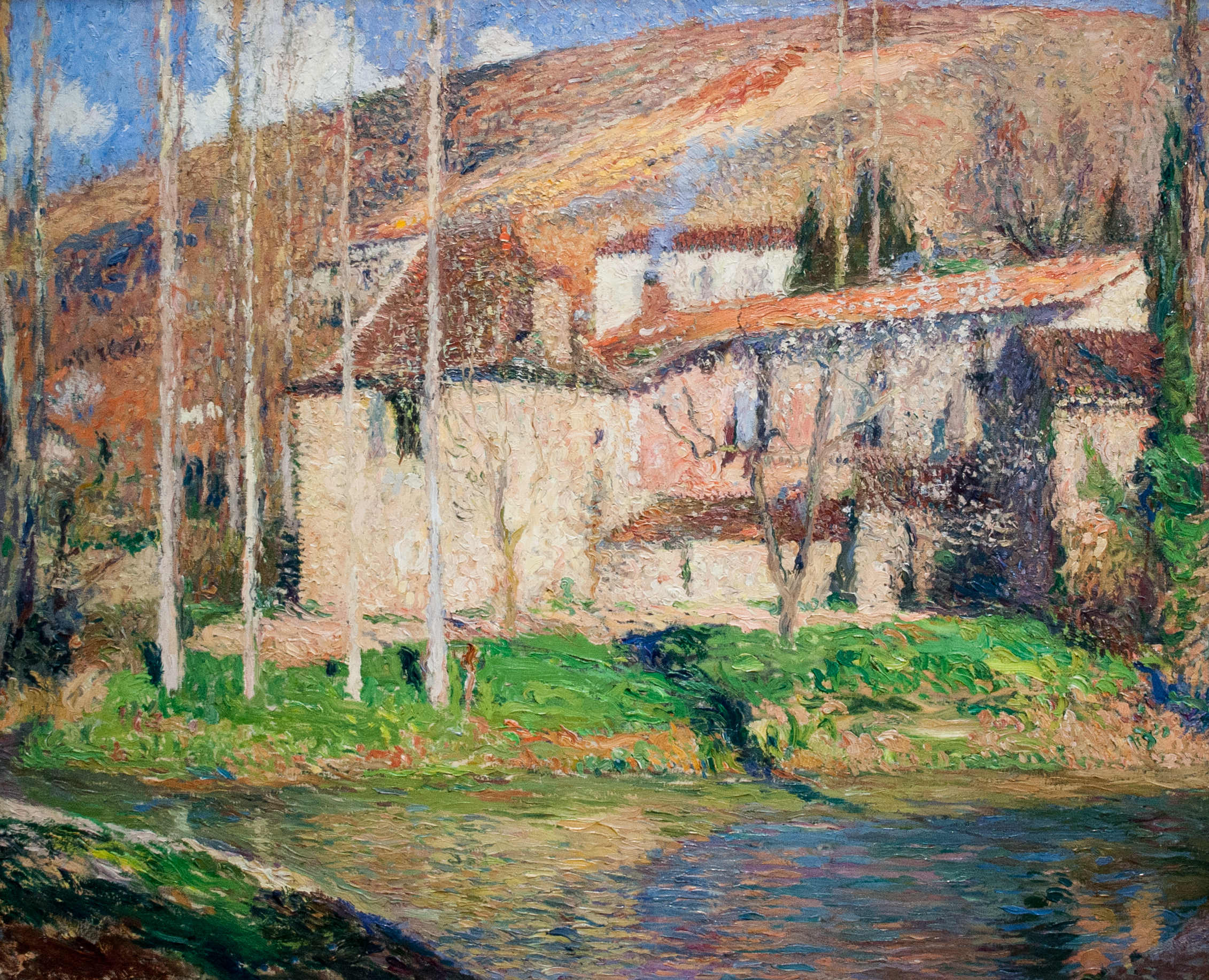
Vue de Labastide-du-Vert (1910), musée des Beaux-Arts de Gand.
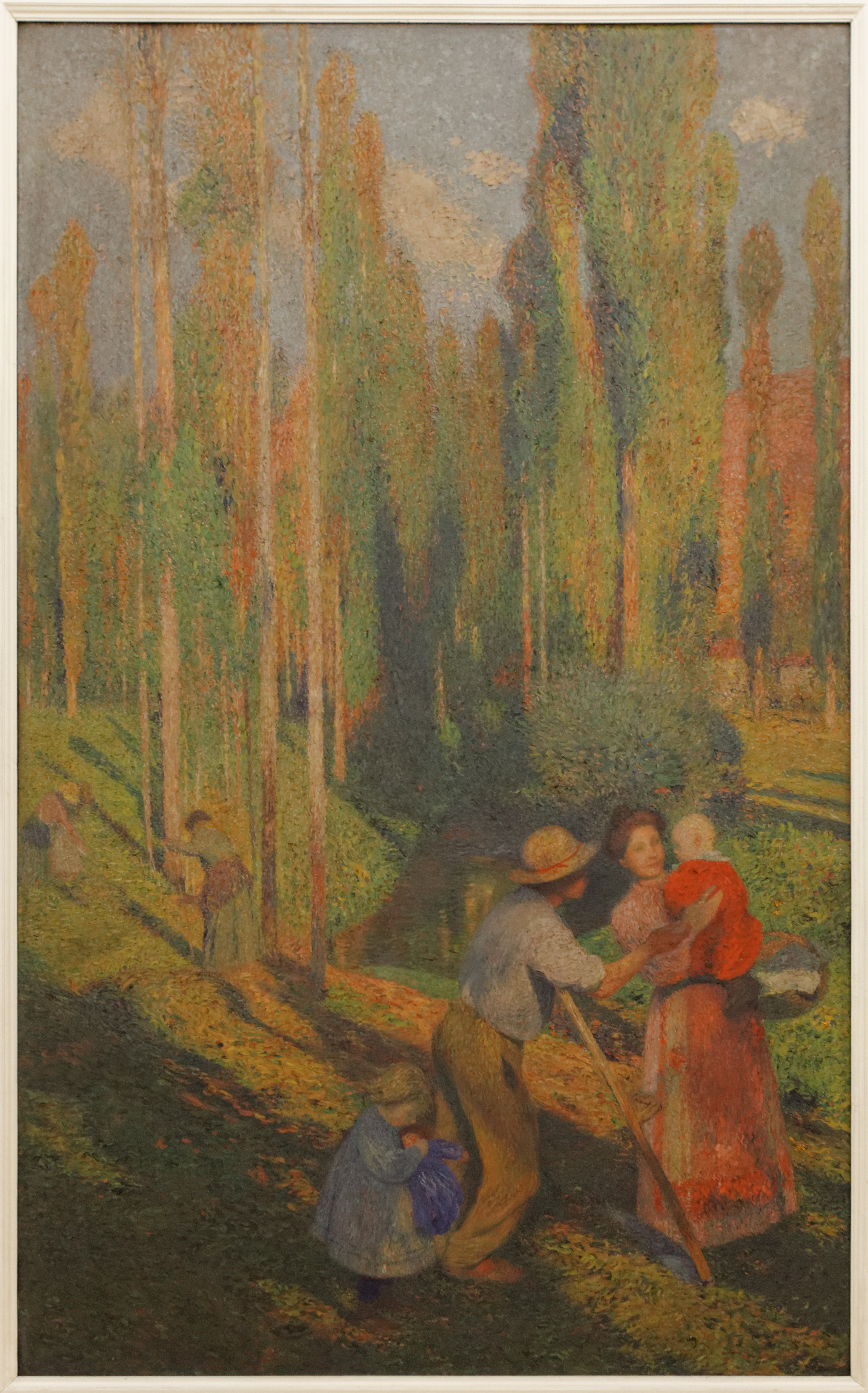
La Famille, salle des mariages de la mairie du 10e arrondissement de Paris.
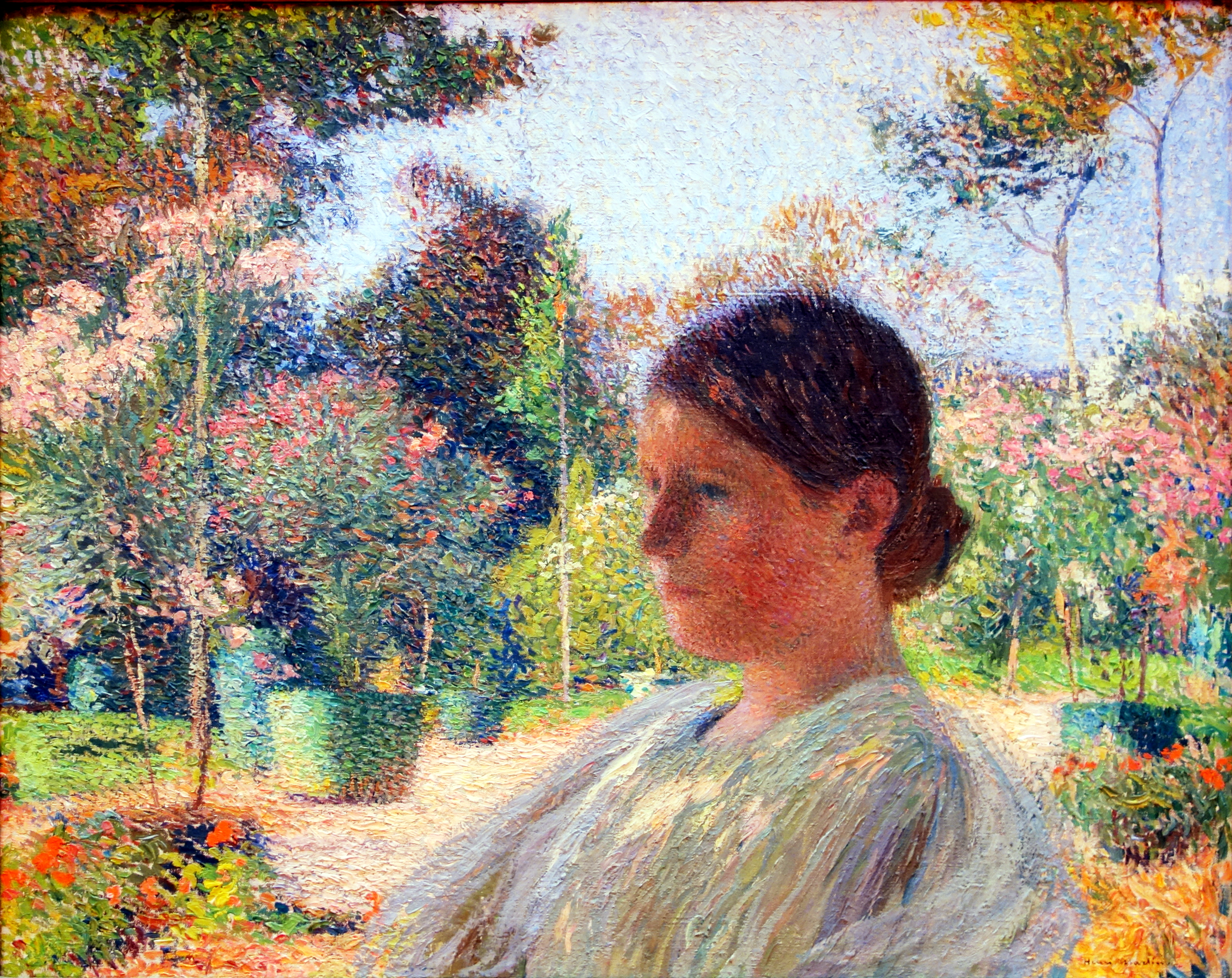
Dans le jardin, palais des Beaux-Arts de Lille.

## Élèves et amis
Henri Martin n'a jamais eu d'élèves, mais des amis peintres[réf. souhaitée].
- Henry Gérard[66]
- Henri Le Sidaner.
- Jean Marchand (1882-1941), en 1909 à l'Académie Vitti.
- Henri Marre.
- Pierre Eugène Montézin.
- Fernand Pinal.
- David Chterenberg (1881-1946), à l'Académie Vitti.

## Distinctions
- Commandeur de la Légion d'honneur (décret du 26 mai 1914). Il est fait commandeur par Jean-Paul Laurens le 10 juin 1914. Il est nommé chevalier en 1898, puis promu officier en 1903.

## Hommages
À Toulouse, une promenade au bord de la Garonne, qu'il a peinte plusieurs fois, porte son nom.